# Mexico (land)
Mexico (Spaans: México), officieel de Verenigde Mexicaanse Staten (Spaans: Estados Unidos Mexicanos), is een land in Noord-Amerika grenzend aan de Verenigde Staten, Belize en Guatemala, de Grote Oceaan en de Golf van Mexico. Ook enkele eilanden behoren tot Mexico.
Mexico is een federale republiek bestaande uit 31 staten en Mexico-Stad. Het land heeft 128.649.565 (2020) inwoners. De meest gesproken taal is het Spaans, waarmee Mexico het meest bevolkte Spaanssprekende land ter wereld is. Naast het Spaans hebben 67 indiaanse talen een erkende status. Deze worden door zo'n 10% van de bevolking gesproken.
Claudia Sheinbaum Pardo van Morena is president sinds 2024. Gerekend naar het bruto binnenlands product, in koopkrachtpariteit, is Mexico de twaalfde economie ter wereld.

## Geschiedenis
De exacte ouderdom van de eerste menselijke bewoning in Mexico is onderwerp van debat: de oudste algemeen aanvaarde vondsten dateren van 12 000 v. Chr. Rond 8000 v. Chr. werd in Oaxaca de pompoen gedomesticeerd, maïs volgde 2000 jaar later. Rond 1200 v.Chr. kwam aan de zuidelijke golfkust de Olmeekse beschaving op, die rond het begin van de jaartelling werd overvleugeld door de Maya van Yucatán en de zuidelijke hoogvlaktes. Terwijl de Mayacultuur op haar hoogtepunt was bloeide op de centrale hoogvlakte de stad Teotihuacán. De klassieke periode van de Meso-Amerikaanse beschavingen eindigde rond 700, voor de Maya's waarschijnlijk door uitputting van de grond, voor Teotihuacán door nomadische invallers. Van de politieke fragmentatie profiteerden de Tolteken die in de 11e eeuw een machtig rijk opbouwden, maar niet veel later ook ten onder gingen, en de centrale hoogvlakte weer uiteenviel in rivaliserende stadstaatjes. Een van deze, Tenochtitlan, verbond zich in 1427 met Texcoco en Tlacopan, waarmee het rijk van de Azteken werd gevormd dat in de daaropvolgende eeuw het grootste deel van Meso-Amerika zou onderwerpen.
De komst van de Spaanse conquistador Hernán Cortés in 1519 betekende het einde van het Azteekse Rijk. De laatste Azteekse heerser, Cuauhtémoc, gaf zich in 1521 over, en in de volgende decennia veroverden andere conquistadores de rest van Mexico. Dit was het begin van de periode waarin Mexico als het vice-koninkrijk Nieuw-Spanje een kolonie van Spanje was. De indiaanse bevolking nam door de ziekten die de Europese veroveraars met zich hadden meegebracht met zeker 75% af. Nieuw-Spanje werd een aantrekkelijk wingewest voor het Spaanse koloniale rijk, zeker nadat het gebied bleek te beschikken over de grootste zilvervoorraad ter wereld. De koloniale samenleving was streng gestratificeerd, gebaseerd op afkomst. De hoogste baantjes bleven weggelegd voor de peninsulares, de Europese Spanjaarden. Onder invloed van de Verlichting en de Amerikaanse Onafhankelijkheidsoorlog kwam aan het eind van de 18e eeuw een emancipatiebeweging onder de criollos, in Amerika geboren Spanjaarden, op.
De napoleontische oorlogen zorgden voor het wegvallen van de verbinding tussen Spanje en zijn koloniën. In 1808 poogde de onderkoning daarom een autonome regering uit te roepen, maar werd hierin door de conservatieven tegengewerkt. Nu er geen vreedzame uitweg meer was brak in 1810 de onafhankelijkheidsoorlog uit, aanvankelijk geleid door de priester Miguel Hidalgo, doch deze werd in 1811 gevangengenomen en geëxecuteerd door de Spaanse troepen, waarna José María Morelos de fakkel overnam. Deze liet formeel de onafhankelijkheid uitroepen, een congres samenkomen en een grondwet opstellen, maar ook Morelos werd verslagen en geëxecuteerd, en de door hem geschapen instituties werden opgeheven. De onafhankelijkheidsoorlog verzandde in een guerrilla-oorlog totdat de Spaanse officier Agustín de Iturbide in 1821 toenadering zocht tot de opstandelingenleider Vicente Guerrero. Onder het plan van Iguala schaarden zij zich onder de Drie Garantiën: religie, onafhankelijkheid en gelijkheid, en tezamen slaagden zij erin de onafhankelijkheid te verwezenlijken.

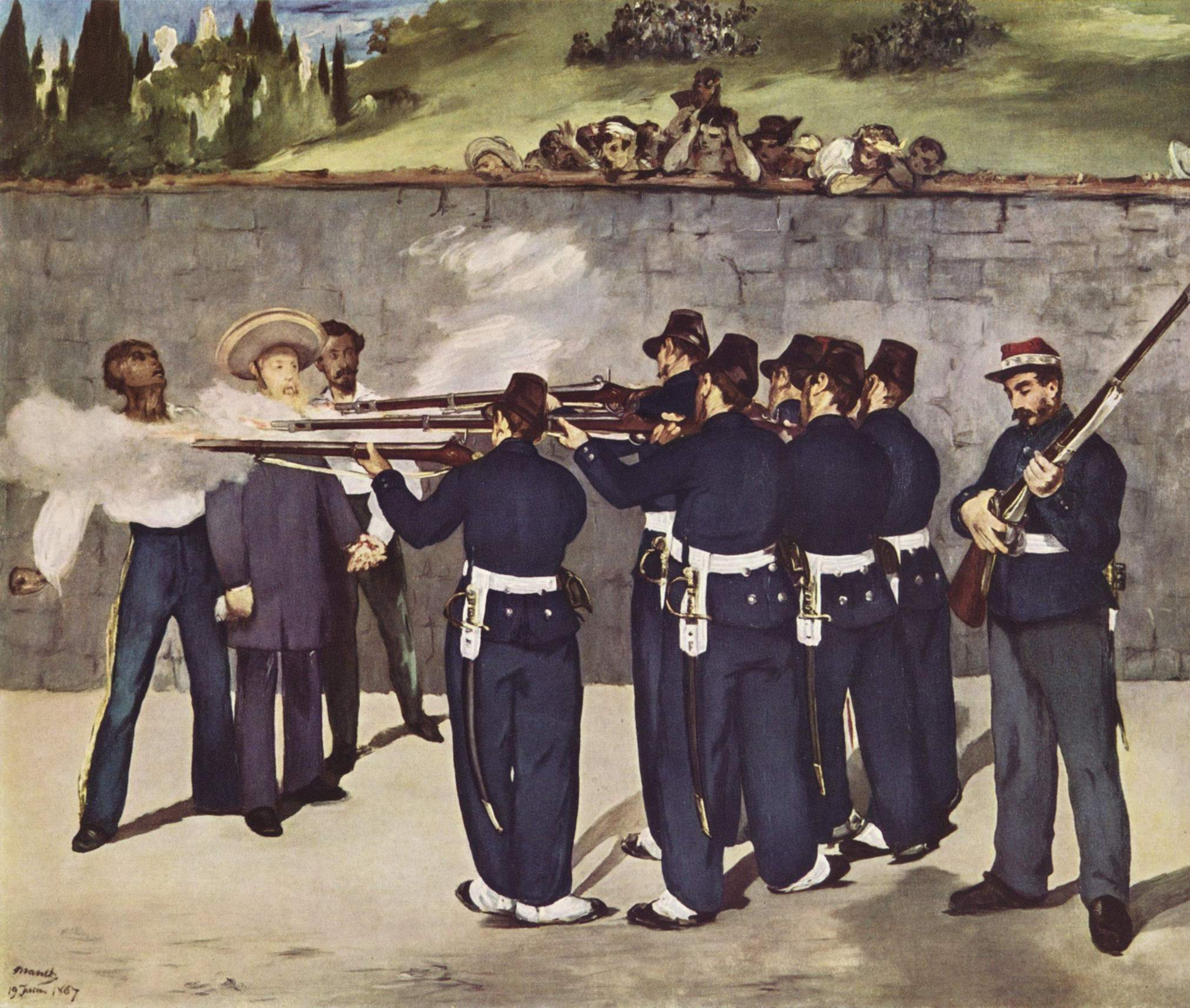
De executie van Maximiliaan

In 1822, een jaar na de onafhankelijkheid, werd Iturbide keizer. Hij bleek een inefficiënt en autocratisch bestuurder en werd een jaar later afgezet door een groep militairen geleid door Antonio López de Santa Anna. In 1824 werd de republikeinse grondwet geproclameerd, onafhankelijkheidsheld Guadalupe Victoria werd de eerste president, maar Santa Anna wist zich langzaam maar zeker tot de sterke man op te werpen. Hij vestigde in 1834 zijn dictatuur en trok de autonomie van de deelstaten in. Dit leidde in 1835 tot de onafhankelijkheidsverklaring van de Amerikaanse kolonisten in Texas, die uitliep op een gevoelige nederlaag voor de Mexicanen. Santa Anna werd gevangengenomen en gedwongen de Texaanse onafhankelijkheid te erkennen. Na zijn terugkeer in Mexico vestigde hij in 1841 opnieuw een dictatuur, tot hij drie jaar later tijdelijk verdreven werd.
De annexatie van Texas door de Verenigde Staten leidde in 1846 tot het uitbreken van de Mexicaans-Amerikaanse Oorlog. Santa Anna, teruggeroepen om Mexico te verdedigen, wist de Amerikanen niet tegen te houden en in 1847 drong Winfield Scott door tot in Mexico-Stad. Bij de vrede van Guadalupe Hidalgo in 1848 werd Mexico gedwongen de helft van zijn grondgebied af te staan. De oorlog plaveide de weg voor weer een machtsovername door Santa Anna in 1853. Zijn excentrieke en dictatoriale gedrag leidde er echter toe dat hij nu definitief de steun van de bevolking had verloren, en twee jaar later werd hij definitief verdreven. De nieuwe regering had een liberaal karakter en schafte privileges voor kerk en leger af. De proclamatie van de liberale grondwet van 1857 leidde tot de Hervormingsoorlog tussen liberalen en conservatieven, die in 1861 uitliep op een liberale overwinning en de installatie van Benito Juárez als president. Deze kondigde een moratorium op het afbetalen van schulden af, wat leidde tot een interventie van Spanje, Frankrijk en het Verenigd Koninkrijk. Nadat duidelijk was geworden dat de Fransen met steun van de Mexicaanse conservatieven in Mexico een marionettenkeizerrijk wilden vestigen, trokken de Britten en Spanjaarden zich terug. Na een aanvankelijke nederlaag in de slag bij Puebla, waarin generaal Ignacio Zaragoza op 5 mei 1862 de Fransen wist te verslaan, stond het Franse leger een jaar later alsnog in Mexico-Stad. De Oostenrijkse aartshertog Maximiliaan van Habsburg werd geïnstalleerd als keizer, doch Juárez gaf zich niet gewonnen en voerde vanuit het noorden van het land met zijn liberalen de strijd voort. De Fransen en monarchisten wisten het land nooit te pacificeren en in 1866 begonnen de liberalen een tegenoffensief. De terugtrekking van de Franse troepen eind dat jaar bezegelde het lot van Maximiliaan. In 1867 werd hij verslagen en gefusilleerd en de republiek hersteld. Juárez en zijn opvolger, Sebastián Lerdo, zetten het liberale hervormingsprogramma voort. 
Porfirio Díaz, een liberale generaal uit de strijd tegen de Franse interventie, greep in 1876 de macht. Hij liet de democratische instituties op papier bestaan, maar regeerde in feite als een dictator. Zijn regering, het Porfiriaat, kenmerkte zich door modernisering, vooruitgang en economische groei, maar ook door onderdrukking en armoede bij een groot deel van de bevolking. Door het ontbreken van een beleid van herverdeling van de rijkdom bleef een groot deel van de bevolking in extreme armoede leven. Grootgrondbezit boekte aanzienlijke vooruitgang, terwijl buitenlandse grondbezitters miljoenen hectaren vergaarden. Aan het einde van het regime behoorde 97% van de bebouwbare grond toe aan 1% van de bevolking en had 95% van de boeren geen land meer. Zij waren landarbeiders geworden in enorme haciënda's. Het loon van de landarbeider kon in extreme gevallen zo laag zijn als 20 of 25 centavos per dag, en 10 of 15 centavos voor vrouwen en kinderen. 
Anderen trokken naar de steden, waar ze bij een groeiende arme massa vormden. In de steden waren er vanaf 1906 veel arbeidersstakingen, maar deze werden met geweld onderdrukt. Bovendien voerde het regime de Ley Fuga (ontsnappingswet) in, op grond waarvan een gevangene die probeerde te ontsnappen, mocht worden doodgeschoten. De methode werd vaak gebruikt om politieke tegenstanders uit de weg te ruimen. Aan het eind van de 19e eeuw bedroeg het percentage kinderen onder fabrieksarbeiders een achtste. Een medische studie verklaart het lage zeepverbruik van Mexicaanse arbeiders door het feit dat "zeep 25% van hun inkomen zou opslokken". Bovendien bezat een groot aantal werknemers geen huis.

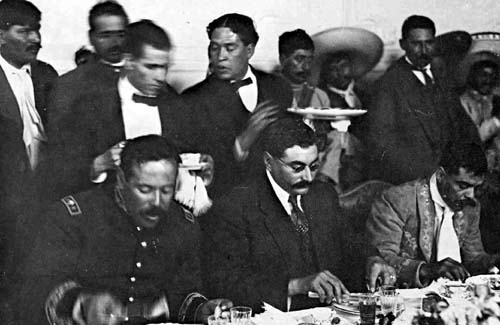
Pancho Villa, Eulalio Gutiérrez en Emiliano Zapata, de drie hoofdrolspelers uit de revolutie

Nadat Díaz in 1910 door fraude de overwinning in de presidentsverkiezingen uit handen van de liberale grondbezitter Francisco I. Madero had gehouden, brak de Mexicaanse Revolutie uit, die in 1911 leidde tot de val van Díaz. Madero volgde hem op en voerde een democratisch en gematigd bewind, waarmee hij zowel revolutionairen als conservatieven tegen zich in het harnas joeg. In 1913 kwam hij om het leven bij een staatsgreep door de Porfiriaanse generaal Victoriano Huerta die een brute dictatuur vestigde. Zijn tegenstanders verenigden zich in het Constitutionalistisch Leger, geleid door Venustiano Carranza. Huerta werd verdreven, maar een scheuring in het revolutionaire leiderschap betekende dat de strijd zich voortzette, waarbij Carranza's constitutionalisten en de conventie van Aguascalientes, geassocieerd met de legendarische Pancho Villa en Emiliano Zapata, elkaar bestreden. De constitutionalistische generaal Álvaro Obregón bleek de bekwaamste commandant en in 1916 was de conventie grotendeels verslagen, hoewel over het hele land nog verzetshaarden bleven bestaan. In 1917 werd een nieuwe grondwet geproclameerd, waarin onder andere rechten van arbeiders en landverdelingen geregeld werden en de macht van de geestelijkheid verder aan banden gelegd werd. Carranza werd tot president gekozen, maar maakte geen haast met hervormingen, zodat in 1920 een groep reformistische officieren Carranza omver wierpen. De nieuwe regering vaardigde een amnestie uit, waarna de laatste revolutionaire tegenstanders de wapenen neerlegden en Álvaro Obregón werd president.
De post-revolutionaire regeringen van Obregón en vooral diens opvolger Plutarco Elías Calles kenmerkten zich door modernisering, landhervormingen en investeringen in het onderwijs. Onder Calles escaleerde het conflict met de geestelijkheid tot de cristero-oorlog, waarbij katholieke rebellen en het regeringsleger elkaar bevochten en eindigde met een terugkeer naar de status quo in 1929. In 1928 werd Obregón herkozen tot president, maar kort na zijn verkiezing vermoord. Deze crisis vormde de aanleiding tot de oprichting van de Nationaal Revolutionaire Partij (PNR), die een einde moest maken aan de voortdurende interne twisten. Calles was als 'opperste leider' van deze partij feitelijk de machthebber en regeerde door middel van marionettenpresidenten, tot hij in 1936 in conflict kwam met president Lázaro Cárdenas, die hem naar de Verenigde Staten liet verbannen. Cárdenas maakte serieus werk met het naleven van de beloftes van de revolutie; hij deelde meer land uit onder landloze boeren dan alle andere presidenten bij elkaar, steunde stakingen en vakbonden en nationaliseerde de olie-industrie in 1938. Zijn opvolger Manuel Ávila Camacho voerde een gematigder koers en zette de socialistische experimenten van Cárdenas stop. De regeringspartij werd hernoemd tot Institutioneel Revolutionaire Partij (PRI), die de Mexicaanse politiek de rest van de eeuw zou blijven beheersen. Hoewel de jaren na de Tweede Wereldoorlog werden gekenmerkt door economische voorspoed en technologische vooruitgang was van democratie geen sprake meer en regeerde de PRI Mexico als eenpartijstaat. Daar de zittende president volgens de grondwet niet mag worden herkozen wijst deze de presidentskandidaat voor de PRI aan (dedazo), die uiteraard telkens de verkiezingen won. Mexico werd hiermee een toonbeeld van stabiliteit in het altijd onrustige Latijns-Amerika, echter ten koste van politieke vrijheden. In 1968 grepen studenten de Olympische Spelen van dat jaar aan om de aandacht te vestigen op het autoritaire karakter van de Mexicaanse regering van president Gustavo Díaz Ordaz. De protesten eindigden met het bloedbad van Tlatelolco, waarbij veiligheidstroepen het vuur openden om demonstranten, waarbij zeker 250 het leven verloren.

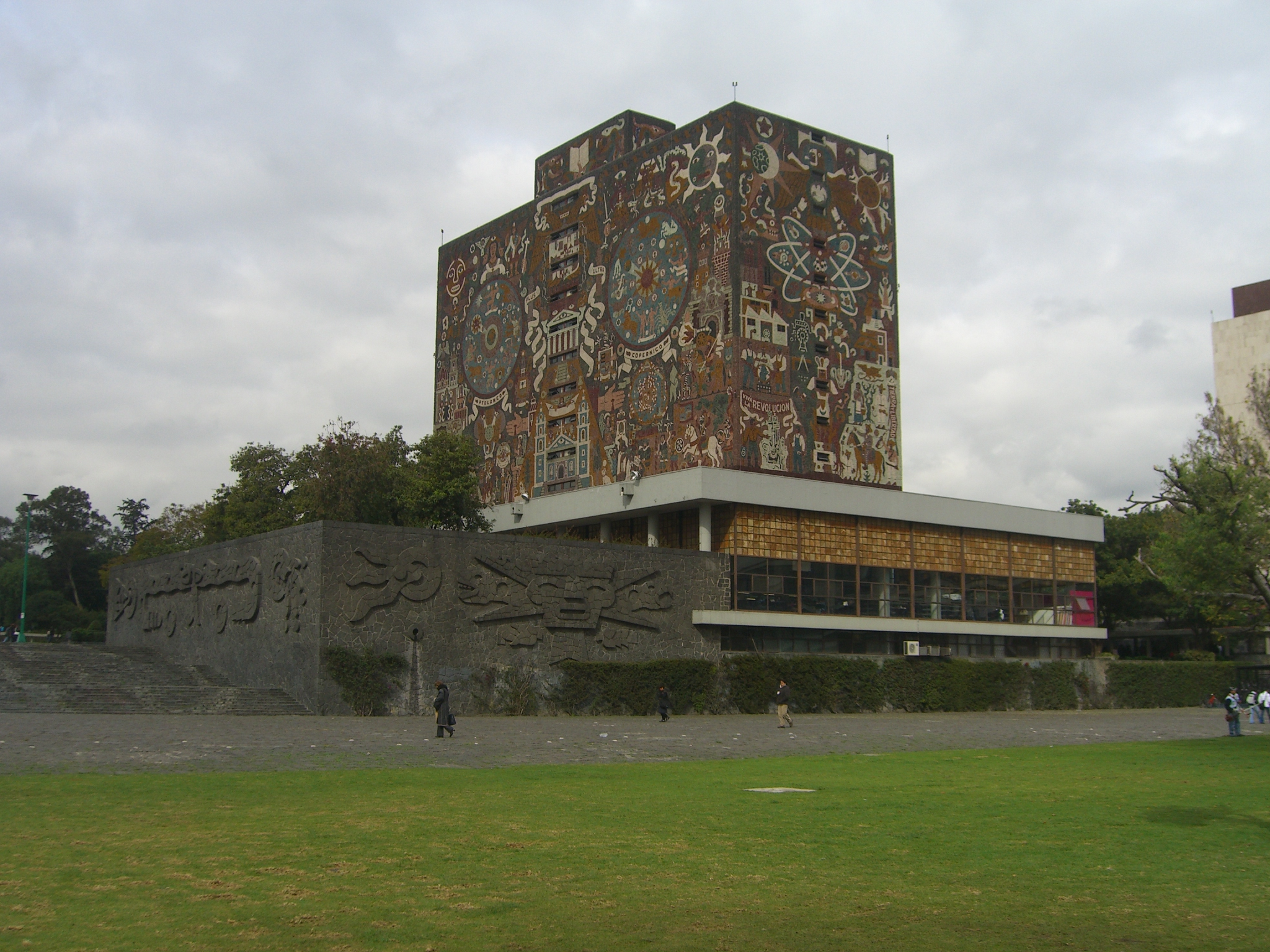
centrale campus van de Nationale Autonome Universiteit van Mexico (UNAM)

Tlatelolco betekende een omslagpunt, steun voor de PRI was niet meer vanzelfsprekend. Díaz Ordaz' opvolger Luis Echeverría voerde een populistisch programma waarin hij poogde de ideeën van de revolutie weer naar boven te halen en de linkse oppositie voor zich te winnen. Een onverantwoord uitgavenbeleid leidde echter tot toenemende inflatie en een devaluatie van de Mexicaanse peso in 1976. Zijn opvolger José López Portillo verhoogde het uitgavenpatroon nadat Mexico over enorme aardolievelden bleek te beschikken en leende op grote schaal geld. Toen de oliemarkt ineenstortte bleek dat Mexico zijn schulden niet langer kon afbetalen, en in 1982 kwam het land in een zware economische crisis terecht. President Miguel de la Madrid gooide het roer om, en begon een programma van bezuinigingen en privatiseringen. De economische crisis, de bezuinigingen, het autoritaire karakter van de PRI en de non-reactie van de Mexicaanse regering na de aardbeving van 1985 deden het vertrouwen in de PRI tot een dieptepunt zakken, zodat de partij steeds vaker haar toevlucht moest nemen tot verkiezingsfraude om aan de macht te blijven. In 1988 gooide Cuauhtémoc Cárdenas, voormalig PRI-lid en zoon van Lázaro Cárdenas, hoge ogen bij de presidentsverkiezingen, die hij slechts verloor aan PRI-kandidaat Carlos Salinas nadat de PRI grootschalige verkiezingsfraude had gepleegd. Salinas intensiveerde het neoliberale beleid van De la Madrid en deed enige concessies aan de conservatieve Nationale Actiepartij (PAN), die daarmee als eerste oppositiepartij gouverneursposten en Senaatszetels wist te winnen. Salinas leek de economie te kunnen herstellen en tekende de Noord-Amerikaanse Vrijhandelsovereenkomst (NAFTA) met de Verenigde Staten en Canada, maar in het laatste jaar van zijn regering ging alles mis: in Chiapas kwam het Zapatistisch Nationaal Bevrijdingsleger (EZLN) in opstand, PRI-presidentskandidaat Luis Donaldo Colosio en secretaris-generaal José Francisco Ruiz Massieu werden vermoord en enkele weken na de inhuldiging van Colosio's opvolger, Ernesto Zedillo, stortte de economie na een devaluatie van de peso ineen. Nadat Salinas' familie in verband werd gebracht met de moord op Ruiz Massieu en verscheidene corruptieschandalen verliet hij het land.
Na hulpprogramma's van de Verenigde Staten wist de Mexicaanse economie zich te herstellen en tegen het eind van Zedillo's termijn was het verlies van 1994 goeddeels ingehaald. Hij ging over tot democratische hervormingen, zodat de PRI in 1997 haar meerderheid in het Congres kwijtraakte. Zedillo schafte de dedazo af en liet de PRI-leden hun presidentskandidaat kiezen. Bij de presidentsverkiezingen van 2000 raakte de partij voor het eerst in 71 jaar de macht kwijt toen haar kandidaat Francisco Labastida werd verslagen door Vicente Fox van de PAN. Fox' economische beleid bleek niet noemenswaardig af te wijken van dat van Zedillo. Fox werd in 2006 opgevolgd door partijgenoot Felipe Calderón. Onder diens bewind escaleerde de strijd tegen de drugscriminaliteit tot de Mexicaanse Drugsoorlog, die sindsdien aan zeker 70.000 mensen het leven heeft gekost.
In 2012 wist de PRI het presidentschap terug te winnen in de persoon van Enrique Peña Nieto. In de laatste jaren van zijn ambtstermijn werd het vertrouwen in de PRI wederom ernstig geschaad door de verdwijning van 43 scholieren in Iguala en een reeks corruptieschandalen op federaal en deelstaat-niveau. In 2018 won Andrés Manuel López Obrador van Morena de presidentsverkiezingen met de belofte de corruptie uit te roeien.

## Demografie

Bevolkingspiramide 2000

Volgens de census van 2015 had het land 119.530.753 inwoners, 58.056.133 mannen en 61.474.620 vrouwen. Het geboortecijfer bedraagt 19/1000 inwoners, het sterftecijfer 4,9/1000. De bevolkingsgroei bedraagt 1,4% per jaar, een forse afname vergeleken met het groeicijfer van 1965: 3,5%. De levensverwachting is 76,66 jaar (2012).

### Etnische samenstelling

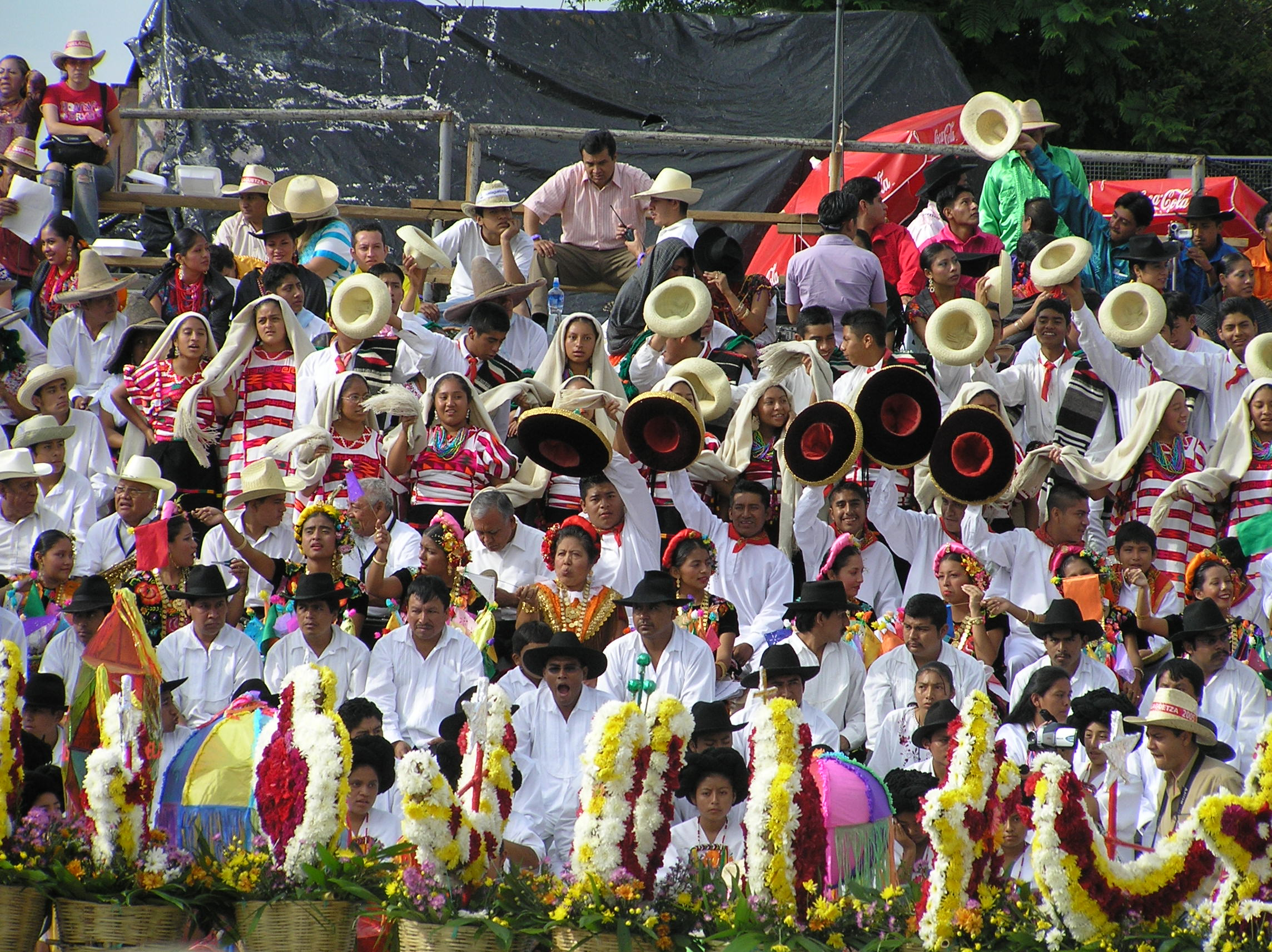
Zapoteken in Oaxaca

De Mexicaanse grondwet definieert Mexico als multiculturele natie gebaseerd op de inheemse bevolking van het land. Hoewel er geen officiële tellingen van worden bijgehouden, gaan de meeste schattingen ervan uit dat zo'n 75% van de bevolking mesties is, een vermenging tussen Europeanen en indianen. 14% is indiaan en 10% is blank (veelal van Spaanse afkomst) en 1% van Afrikaanse of Aziatische herkomst. Het is moeilijk een schatting te maken omdat vroeger de Spaanse veroveraars en de latere immigranten zich sterk met de inheemse bevolking hebben gemengd. Deze schatting berust daarom op een combinatie van de gesproken taal met andere culturele en materiële aspecten. De staten met het hoogste percentage inheemse bevolking zijn Yucatán (59%), Oaxaca (48%), Quintana Roo (39%), Chiapas (28%), Campeche (27%) en Hidalgo (24%). De blanken vormen wel een minderheid, maar hebben nog altijd een onevenredig overwicht in welvaart en politieke invloed.

### Taal
Ongeveer 90% van de Mexicaanse bevolking heeft het Spaans als moedertaal. Deze taal wordt bovendien door 97% van de bevolking verstaan, waardoor Mexico het land met het grootste aantal Spaanstaligen ter wereld is. Het Spaans is dan ook de officiële landstaal. Het Mexicaans-Spaans wijkt in uitspraak en woordenschat — en in mindere mate grammaticaal — enigszins af van het Spaans dat in Spanje wordt gesproken. Deze variant van het Spaans heeft veel woorden uit inheemse talen opgenomen, voornamelijk het Nahuatl, en ook van het Amerikaans Engels. Het Spaans van de kuststreken van Veracruz en Tabasco wordt gerekend onder het Caraïbisch-Spaans, het Spaans van Chiapas onder het Centraal-Amerikaans Spaans en de variant die op het schiereiland Yucatán wordt gesproken is als Yucateeks Spaans een aparte variëteit.
7,1% van de bevolking heeft een indiaanse taal als moedertaal. De Mexicaanse overheid heeft 62 inheemse talen erkend als nationale talen, met in het gebied waar deze talen gesproken worden eenzelfde geldigheid als het Spaans. Sommige inheemse talen hebben zeer goede overlevingskansen, waaronder het Nahuatl met 1,5 miljoen sprekers, het Yucateeks Maya met 800.000, het Mixteeks en Zapoteeks met elk 500.000 en het Tzeltal met 350.000 sprekers. Andere talen zijn echter met uitsterven bedreigd. Het Kiliwa en Cochimí hebben bijvoorbeeld minder dan 100 sprekers. Hoewel het Nahuatl de meest gesproken taal is met 1,5 miljoen sprekers, is de Oto-Mangue-taalfamilie (onder andere Zapoteeks, Mixteeks, Otomí, Mazateeks en Chinanteeks) met gezamenlijk 2,2 miljoen de grootste taalfamilie.
Ten slotte hebben verschillende groepen migranten hun eigen taal meegebracht. Meer dan een half miljoen mensen spreken Engels. De meesten van hen zijn Amerikaanse immigranten, zij wonen voornamelijk in de staten Baja California, Jalisco en Guanajuato. Het Plautdietsch, een Laagduits dialect dat gesproken wordt door de mennonieten, heeft ongeveer 75.000 sprekers, van wie de meesten in de staten Chihuahua, Campeche en Durango wonen. Veel mennonieten spreken Duits, een taal die ook gesproken wordt door aanzienlijke Duitse gemeenschappen in Mexico-Stad, Puebla, de Soconusco en het noorden van het land, met in totaal 280.000 sprekers. 340.000 Mexicanen hebben Frans als moedertaal, en in de plaats Chipilo in de staat Puebla is een bloeiende Venetiaanssprekende gemeenschap.

### Religie

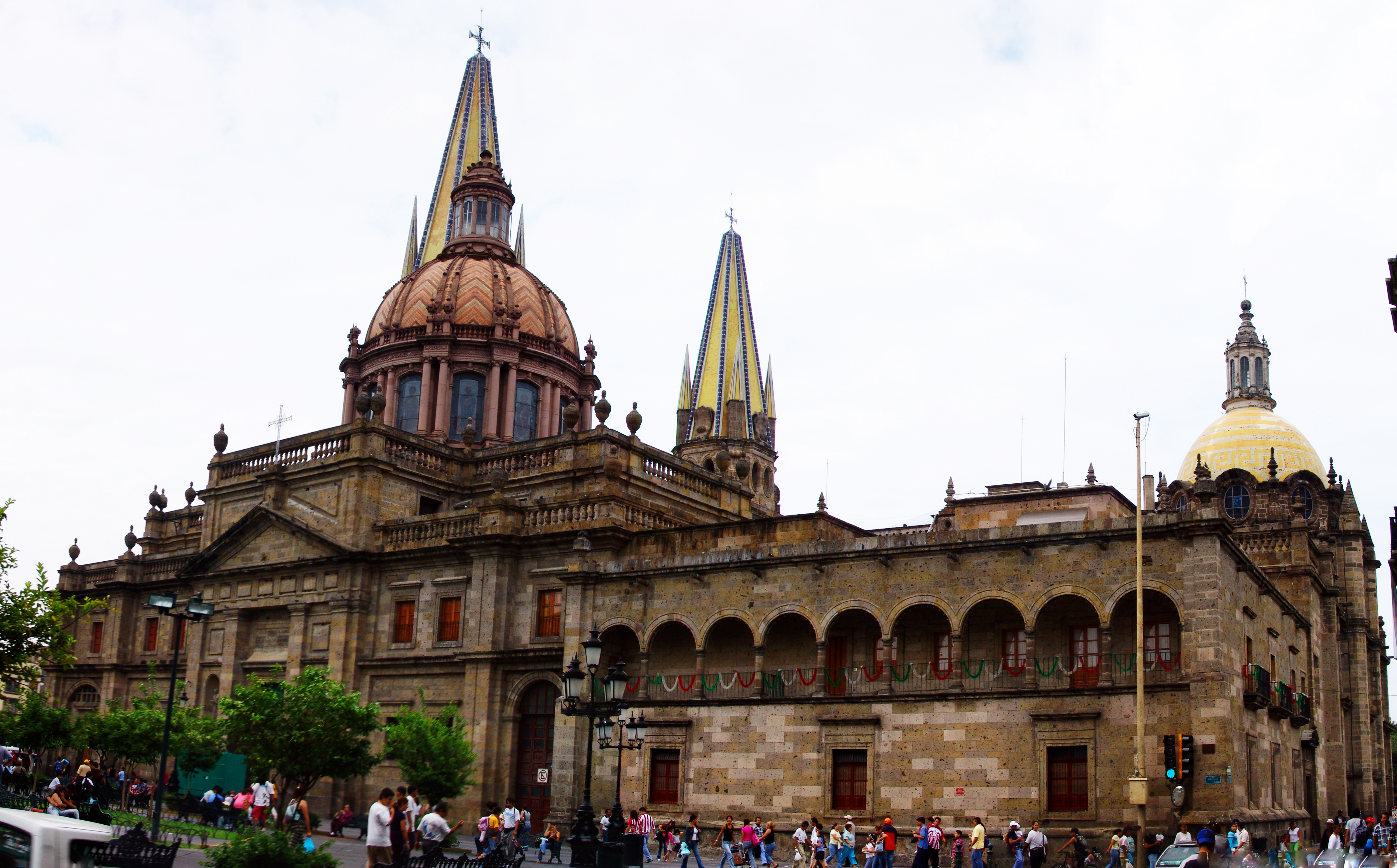
De kathedraal van Guadalajara

Volgens de Mexicaanse Census van 2010 is 94% van de Mexicanen christen. Het overgrote merendeel daarvan, 83,9% van de totale bevolking, is katholiek, maar dat aantal neemt langzaam af. De Katholieke Kerk heeft desondanks nog steeds een grote invloed op de samenleving in Mexico. Dit komt onder meer tot uiting in de Mariaverering. In de staten Jalisco, Aguascalientes en Guanajuato ligt het aantal katholieken boven het landelijk gemiddelde. Vooral in indiaanse gebieden is het katholicisme in Mexico vaak sterk syncretisch, vermengd met inheemse tradities. 10,1% van de bevolking is protestants of belijdt een andere niet-katholieke christelijke religie, een aantal dat vrij snel toeneemt. Vooral in de staten Campeche, Chiapas en Tabasco wonen veel protestanten, vooral de evangelische varianten zijn populair in Mexico. 5,7% van de Mexicanen volgt geen religie, waarvan de meesten in de hoofdstad, in de grote steden aan de Amerikaanse grens of in het zuiden van het land wonen.

### Bevolkingsspreiding
De dichtstbevolkte gebieden van Mexico zijn het centrale hoogland, waar de meeste steden liggen, het noordoosten en de stedelijke gebieden aan de Amerikaanse grens. De zuidelijke regenwouden, de noordelijke woestijngebieden en het schiereiland Neder-Californië zijn het dunst bevolkt.
Mexico-Stad is met afstand de grootste stad van het land met 8,9 miljoen inwoners. In de agglomeratie Mexico-Stad wonen ongeveer 22 miljoen mensen. Het is na  Tokio, Delhi en Shanghai het meest bevolkte stedelijk gebied ter wereld, van dezelfde omvang als São Paulo. Andere agglomeraties in Mexico met meer dan een miljoen inwoners zijn Guadalajara, Monterrey, Puebla, Toluca, Tijuana, León, Ciudad Juárez, La Laguna (Torreón), San Luis Potosí en Mérida. In totaal woont 76,5% van de bevolking in steden of stedelijke gebieden.

### Migratie
Mexico is zowel een belangrijk immigratie- alsook emigratieland. Het netto migratiesaldo is −4,32 per 1000 inwoners.
De overgrote meerderheid van de Mexicanen in het buitenland woont in de Verenigde Staten. Sinds de beide wereldoorlogen stond de Amerikaanse regering het werven van Mexicaanse arbeiders toe. Ook werd illegale migratie getolereerd, om de lege arbeidsplaatsen die door de oorlog waren ontstaan in te vullen en in te spelen op de toenemende vraag naar arbeidskrachten. In de jaren 50 van de 20e eeuw poogde de Amerikaanse regering de migratiestroom stop te zetten en deporteerde een groot aantal illegale immigranten, maar de emigratie van Mexicanen naar de Verenigde Staten bleef doorgaan. Vanaf de jaren 90 is de migratiestroom fors gaan groeien; in de census van 2000 gaven 20 miljoen inwoners van de Verenigde Staten een Mexicaanse afkomst op. Het Mexicaanse bureau voor de statistiek schatte hetzelfde jaar dat 8 miljoen inwoners van de Verenigde Staten in Mexico zijn geboren, oftewel dat 8,7% van de Mexicaanse bevolking in de Verenigde Staten woont. In 2000 trokken 1.569.157 Mexicanen naar de Verenigde Staten, en keerden er 260.650 terug. Staten waar veel emigranten vandaan komen zijn Jalisco, Michoacán, Zacatecas, Guanajuato en Oaxaca. Na de Verenigde Staten is de belangrijkste bestemming voor Mexicaanse emigranten Canada, gevolgd door Duitsland, Spanje, het Verenigd Koninkrijk, België, Zwitserland en Nederland.
Het officiële aantal in Mexico woonachtige personen met een buitenlandse nationaliteit is 493.000 (2004), maar wegens illegale immigratie en slechte administratie is het werkelijke aantal veel hoger. De talrijkste groep immigranten wordt gevormd door Amerikanen. In Mexico wonen ongeveer een miljoen burgers van de Verenigde Staten, oftewel een kwart van alle Amerikanen in het buitenland. De meeste Amerikanen wonen nabij de noordgrens, in Mexico-Stad, in Jalisco of aan de Grote Oceaankust. Een niet onaanzienlijk deel van hen bestaat uit gepensioneerden. De meeste andere migranten zijn afkomstig uit Latijns-Amerika, waarvan de Argentijnen, althans onder de legale migranten, het talrijkst zijn. Ook bevinden zich in Mexico veel Centraal-Amerikanen, waarvan een groot deel illegaal. Sommigen van hen verblijven enkel in Mexico om door te reizen naar de Verenigde Staten, anderen hebben Mexico zelf als eindbestemming. De status en sociaal-economische positie van Centraal-Amerikanen in Mexico is zeer slecht, en kan worden vergeleken met die van Mexicanen zelf in de Verenigde Staten.
In de koloniale periode migreerden vrijwel uitsluitend Spanjaarden naar Mexico, maar er was ook een toevoer van Afrikaanse slaven. In de tweede helft van de 19e eeuw is de Mexicaanse regering begonnen actief immigratie te promoten. En alhoewel Mexico nooit zoveel migranten kreeg als bijvoorbeeld de Verenigde Staten of Argentinië in dezelfde periode, heeft het toch een belangrijke bijdrage aan de bevolking geleverd. Veel immigranten uit deze periode waren afkomstig uit Frankrijk, Duitsland en Italië. Rond de eeuwwisseling immigreerden veel Arabieren naar Mexico, om het repressieve Ottomaanse bewind te ontvluchten, evenals Oost-Europeanen en Aziaten. In de jaren 30 ving Mexico veel Spaanse republikeinen op die het land wegens de nationalistische overwinning in de Spaanse Burgeroorlog waren ontvlucht, evenals Europese Joden. Deze twee groepen leverden een aanzienlijke bijdrage aan de culturele en intellectuele ontwikkeling van het land. In de jaren 70 en 80 was Mexico een belangrijk toevluchtsoord voor politieke vluchtelingen uit Latijns-Amerika; Mexico ontving dissidenten die de verschillende militaire dictaturen waren ontvlucht met open armen. Ook nam het land veel Centraal-Amerikanen op die de oorlogen in hun regio ontvlucht waren.
Ten slotte is er een aanzienlijk interne migratie in Mexico; deze richt zich vooral van arme gebieden richting rijkere, dus van het platteland naar de stad en het zuiden naar het noorden.

## Geografie

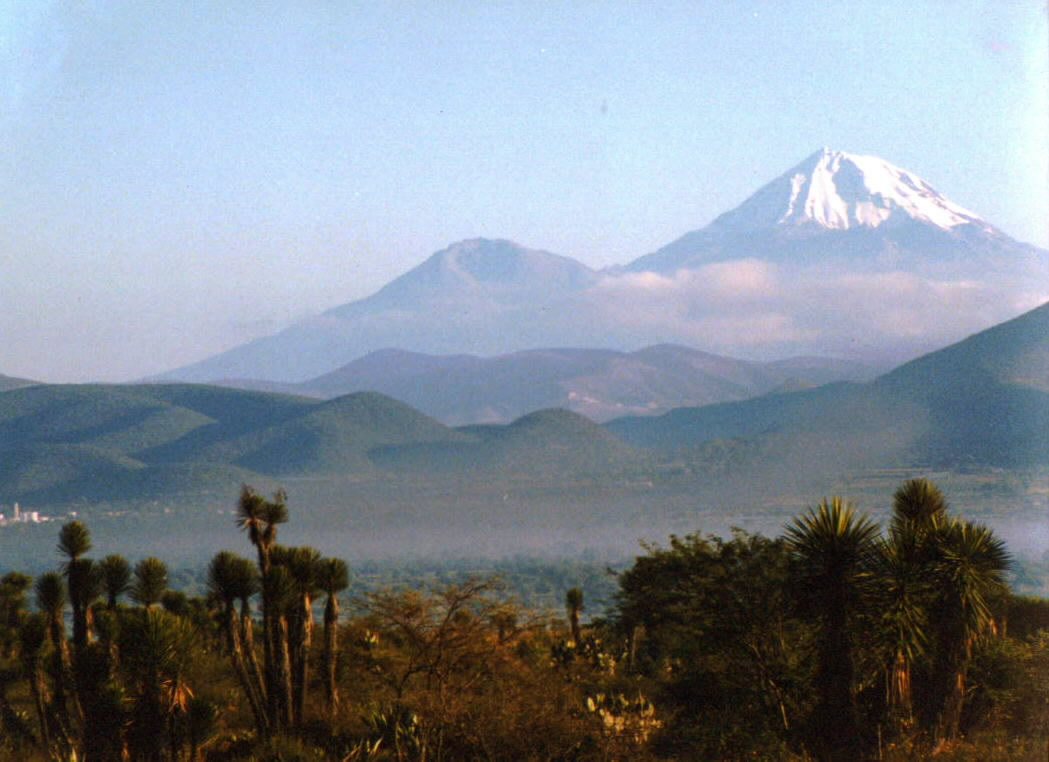
De Piek van Orizaba, de hoogste berg van Mexico

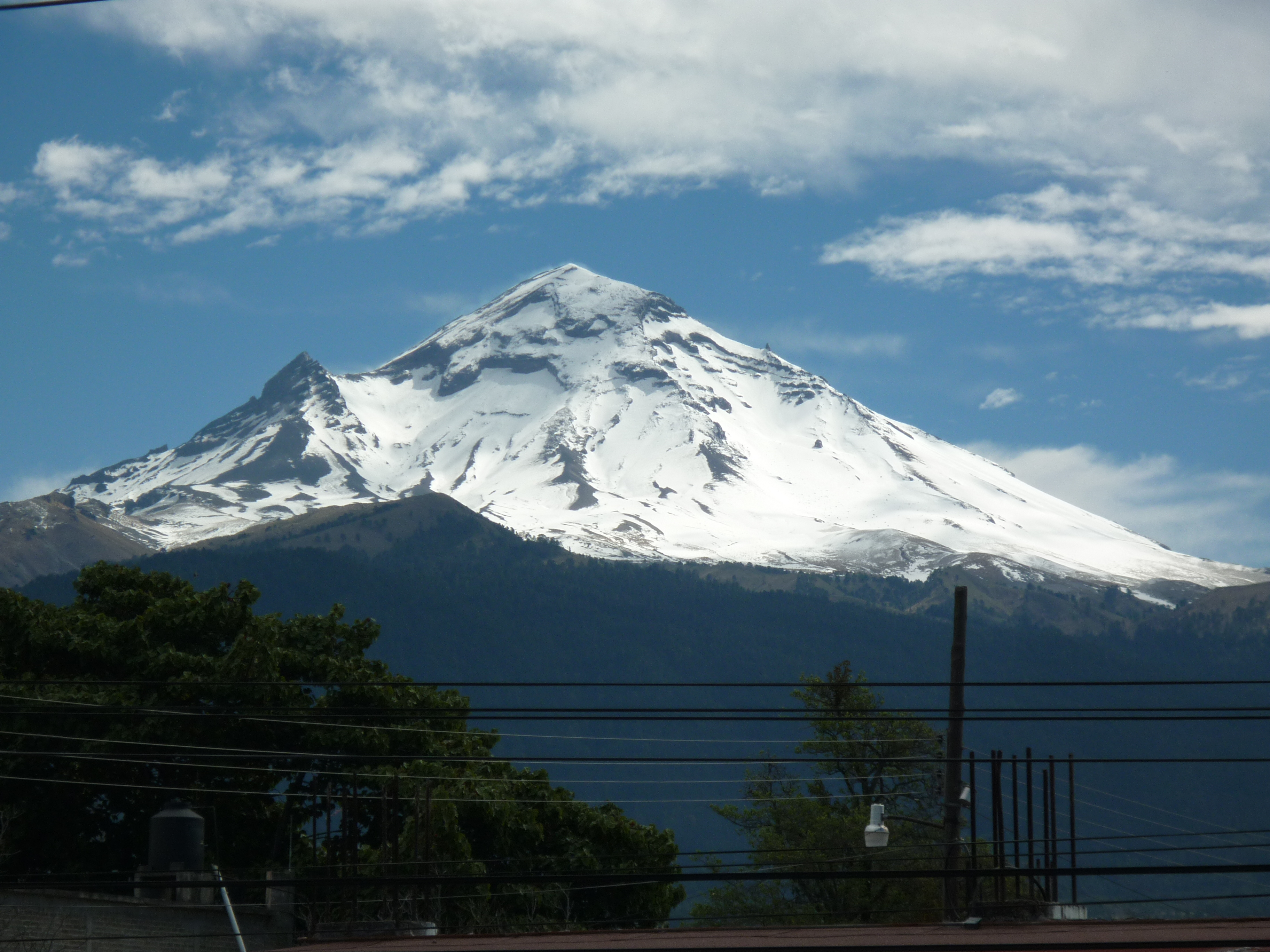
De Popocatépetl, de op een na hoogste berg van Mexico

Mexico ligt in het zuiden van Noord-Amerika. Geopolitiek gezien valt het land buiten Centraal-Amerika, maar geografisch gezien maakt het zuidoostelijke gedeelte, het deel dat voorbij de Landengte van Tehuantepec ligt wel deel uit van Centraal-Amerika. De geografie van dit gedeelte wijkt op punten sterk af van die van de rest van het land. De Balsasdepressie die ongeveer halverwege Mexico-Stad en de Grote Oceaankust ligt wordt wel als geologische grens van Centraal-Amerika gezien.
De grens tussen Mexico en de Verenigde Staten wordt gevormd door de Rio Grande in ruwweg de oostelijke helft en geometrische lijnen in het westen, op een klein stukje van de Río Colorado na. De grens met Guatemala in het zuiden wordt eveneens grotendeels door rechte lijnen bepaald, maar volgt ook op stukken de Río Suchiate en de Río Usumacinta. De grens met Belize ten slotte wordt geheel gevormd door de Río Hondo.

### Topografie

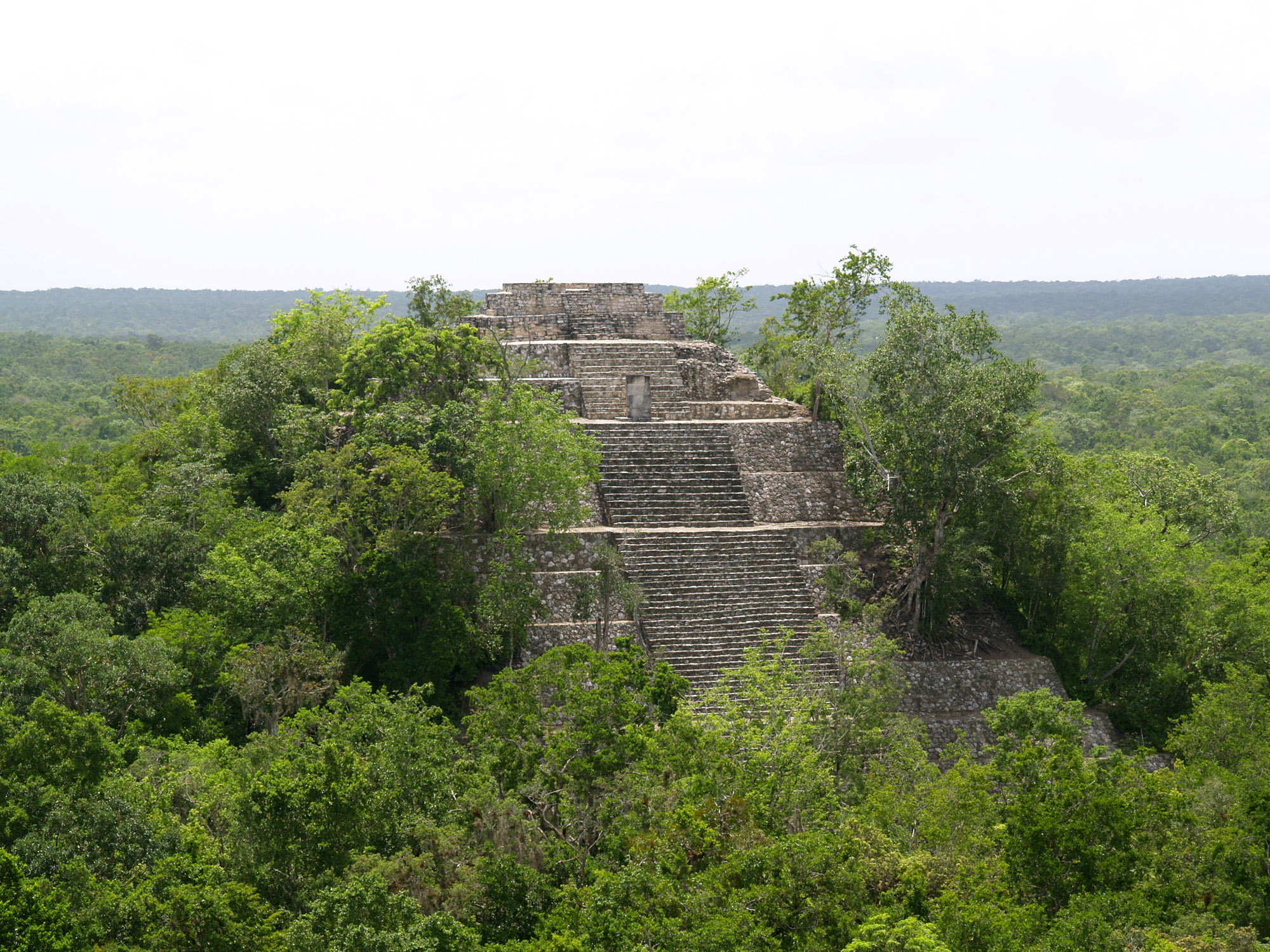
De oude Mayastad Calakmul in het regenwoud van de staat Campeche op het schiereiland Yucatán

Mexico heeft ongeveer de vorm van een driehoek met twee opvallende schiereilanden: Yucatán en Neder-Californië. Het land strekt zich meer dan drieduizend kilometer van het noordwesten tot het zuidwesten uit. In het noorden is Mexico tweeduizend kilometer breed, op het smalste punt van de Landengte van Tehuantepec is dat ongeveer 220 kilometer. Mexico ligt tussen de Grote Oceaan aan de ene kant en de Golf van Mexico en Caribische Zee, randzeeën van de Atlantische Oceaan, aan de andere kant. De Pacifische kustlijn is grillig, met veel inhammen, kapen en baaien, en vaak rijst direct na de kust een gebergte op. De Atlantische kustlijn is regelmatiger, wel bevinden zich hier vele lagunes en aan de kusten van het schiereiland Yucatán ook koraalriffen. Buiten het continentaal plat in de Grote Oceaan liggen het eiland Guadalupe en de vulkanische Revillagigedo-eilanden. In het verleden claimde Mexico ook het afgelegen atol Clipperton, maar het land heeft inmiddels de soevereiniteit van Frankrijk over dat eiland erkend.
De Mexicaanse Hoogvlakte neemt ongeveer een derde van het grondgebied in. In het noorden loopt deze vlakte door in de Verenigde Staten, in het westen wordt het begrensd door de Westelijke Sierra Madre, in het oosten door de Oostelijke Sierra Madre en in het zuiden door de Trans-Mexicaanse Vulkanengordel. Een bergachtiger stuk ter hoogte van Zacatecas deelt de hoogvlakte in een noordelijk en zuidelijk deel. Het noordelijk deel bestaat uit woestijn en halfwoestijn en heeft een hoogte van zo'n 1500 tot 1800 meter, het zuiden is groener, heeft een hoogte van 2000 tot 2500 meter en is minder vlak dan het noordelijk gedeelte. In dit gedeelte van het land bevinden zich de meeste grote steden (Mexico-Stad, Guadalajara, Toluca, Puebla, León). De Trans-Mexicaanse Vulkanengordel vormt de zuidgrens van de hoogvlakte. Deze keten van vulkanen doorsnijdt het land van west naar oost en bevat Mexico's bekendste vulkanen, waaronder de Popocatépetl. Die berg is met zijn 5452 meter de op een na hoogste top. De Piek van Orizaba is met zijn 5636 meter de hoogste berg van het land.
Met uitzondering van het schiereiland Yucatán is het gebied ten zuiden van de Vulkanengordel zeer bergachtig. Hier bevindt zich Zuidelijke Sierra Madre, die door de lagere landengte van Tehuantepec verbonden wordt met de Sierra Madre van Chiapas, die in feite een uitloper is van de gebergtes van Guatemala en de rest van Centraal-Amerika. Het schiereiland Yucatán vormt een groot en laaggelegen kalksteenplateau dat de Golf van Mexico van de Caribische Zee scheidt. Yucatán, evenals veel andere delen van het zuiden, is voor een groot deel bedekt met regenwouden.

### Flora en fauna

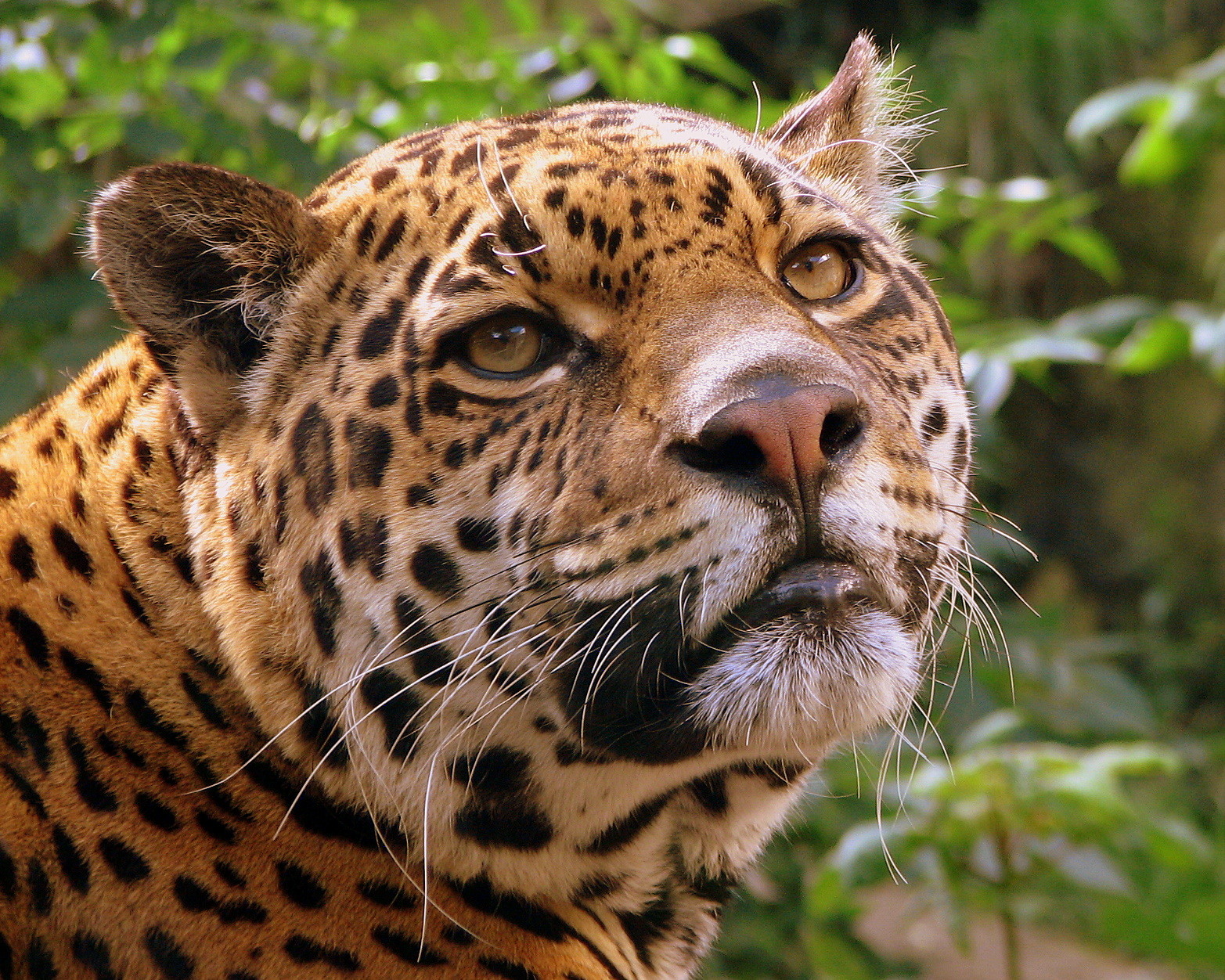
Een jaguar

Mexico is een van de zeventien megadiverse landen, met meer dan 200.000 verschillende soorten herbergt het 10 tot 12% van 's werelds biodiversiteit. Mexico is het land met de grootste verscheidenheid aan reptielen met 707 bekende soorten, tweede qua zoogdieren met 438 soorten, vierde in amfibieën met 290 en eveneens vierde in flora met 26.000 verschillende soorten. Ongeveer 2.500 soorten worden door Mexico's wetgeving beschermd. 170.000 km² van het land is beschermd als natuurgebied, waaronder 34 biosfeerreservaten, 68 nationale parken en vier natuurlijke monumenten.
Het is het enige land waar beide soorten korsthagedissen voorkomen in een smalle kuststrook van de Pacifische kust. Het gilamonster komt voor in het noorden en de Mexicaanse korsthagedis in het zuiden. Er zijn 25.000 soorten vlinders en 22.000 soorten bloemplanten.
Het land telt 900 soorten cactussen, 900 à 1.000 soorten varens en 2.000 soorten mossen.

### Klimaat
Het klimaat van Mexico loopt door de grote verscheidenheid aan landschappen per plaats erg uiteen. De Kreeftskeerkring volgt ongeveer de grens van de tropische en de gematigde zone. Onder de keerkring zorgen het reliëf en de hoogte voor de voornaamste klimaatverschillen. De verschillen qua temperatuur over de verschillende jaargetijden zijn erg klein, maar er is wel een regenseizoen dat ongeveer overeenkomt met de zomermaanden. Yucatán en de staten Tabasco, Chiapas, Veracruz en Oaxaca kennen voor een groot deel een tropisch regenwoudklimaat. Ten noorden van de kreeftskeerkring zijn de meeste gebieden met een woestijnklimaat te vinden, hoewel de kustgebieden en het noordoosten een zeer gematigd klimaat hebben. De hoogvlaktes in het noorden kennen hete zomers en koude winters. De centrale hoogvlaktes kennen de gematigdste klimaten, en het is dan ook hier dat de meeste grote steden zich bevinden. De stad Campeche aan de westkust van het schiereiland Yucatán geldt als warmste stad qua jaargemiddelde van Mexico, Toluca op de hoogvlakte ten westen van Mexico-Stad als koudste. In de zomermaanden zijn over de gehele Mexicaanse kust orkanen mogelijk.

## Politiek

### Staatsinrichting

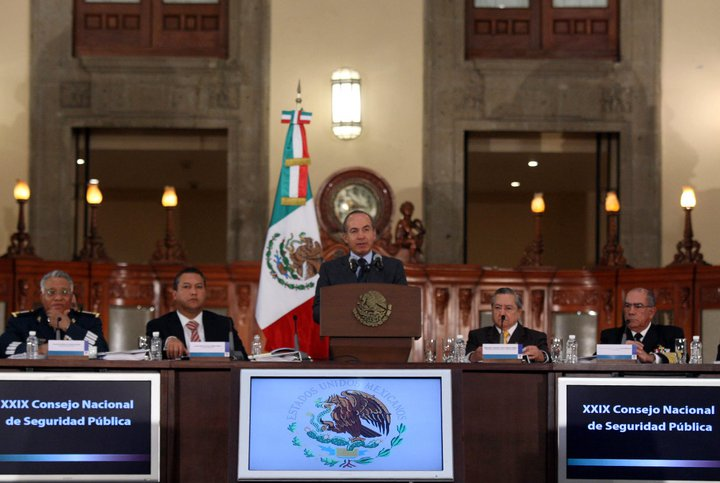
Voormalig president Felipe Calderón

Volgens de Grondwet van 1917 is Mexico een 'democratische, representatieve en federale republiek' (República Democrática, Representativa y Federal) met een uitvoerende, een wetgevende en een juridische macht.
De wetgevende macht, het Congres van de Unie (Congreso de la Unión), bestaat uit een Senaat (Senado) en een Kamer van Afgevaardigden (Cámara de Diputados). De leden van het Congres worden direct gekozen, deels door evenredige vertegenwoordiging en deels door een districtenstelsel. Tot 2014 was het de congresleden verboden twee opeenvolgende termijnen dienen. Sinds de grondwetsherziening van 2014 mogen congresleden maximaal driemaal achter elkaar herkozen worden en leden van de Senaat tweemaal. Verkiezingen voor de Kamer van Afgevaardigden vinden elke drie jaar plaats, voor de Senaat elke zes jaar.
De uitvoerende macht is gevestigd in de president van Mexico (Presidente Constitucional de los Estados Unidos Mexicanos), die zowel staatshoofd als regeringsleider is. De president heeft traditioneel erg veel macht, critici spreken dan ook wel van een 'keizerlijke president' (presidencia imperial), hoewel de macht van de president de laatste jaren door democratische hervormingen is ingeperkt. Sinds 1997 heeft geen partij een meerderheid in het Congres, waardoor de President steun nodig heeft van andere partijen. De belangrijkste beperking van de presidentiële macht is de sexenio, het feit dat de president na zijn zesjarige termijn niet meer herkozen kan worden. Het wordt in Mexico dan ook niet op prijs gesteld als voormalige presidenten zich met de politiek bemoeien. De president kan ministers benoemen en ontslaan, zijn kabinet maakt geen deel uit van de uitvoerende macht. Het kabinet bestaat momenteel uit 19 ministeries (secretarías), maar dat is geen vaststaand aantal. De huidige president is Claudia Sheinbaum. Na de president wordt de minister van Binnenlandse Zaken vaak als machtigste persoon van het land gezien. In het kabinet-Sheinbaum wordt die functie vervuld door Rosa Icela Rodriguez.
Mexico heeft een presidentieel stelsel, wat betekent dat het Congres en de president onafhankelijk van elkaar opereren. De president is geen verantwoording schuldig aan het Congres en kan ministers (met uitzondering van de Minister van Justitie) benoemen en ontslaan zonder tussenkomst van het Congres. Daar staat tegenover dat de president het Congres nooit kan ontbinden.
De rechterlijke macht rust bij het Hooggerechtshof van de Natie (Suprema Corte de Justicia de la Nación) en een grote hoeveelheid lagere en gespecialiseerde rechtbanken. Het Hooggerechtshof bestaat uit 11 leden die door het Congres voor 15 jaar worden aangewezen.
Mexico kent universeel stemrecht vanaf 18 jaar. Algemeen mannenkiesrecht bestaat (met onderbrekingen) sinds 1857, vrouwenkiesrecht werd op nationaal niveau in 1953 ingevoerd. Officieel kent Mexico ook stemplicht, maar er staat geen straf op niet stemmen. Alle verkiezingen, zowel op nationaal, regionaal en lokaal niveau worden sinds 2014 georganiseerd door het Nationaal Electoraal Instituut (INE). Wegens de dominantie van de PRI tot het jaar 2000 zijn verkiezingen en de onafhankelijkheid van politieke instituties lange tijd vooral een schijnvertoning geweest. De laatste jaren is daar verandering in gekomen en de verkiezingen van 2018 werden over het algemeen zwaar bevochten maar open en eerlijk bevonden, ondanks dat de verkiezingen zeker op gemeentelijk en deelstaatniveau nog steeds geplaagd worden door geweld en corruptie.

### Bestuurlijke indeling
Mexico is een federatie verdeeld in 31 'vrije en soevereine' staten en Mexico-Stad. Elke staat heeft aan het hoofd een gouverneur (gobernador), die voor zes jaar wordt verkozen in directe verkiezingen en niet herkiesbaar is, een staatscongres (congreso estatal) dat voor drie jaar wordt gekozen en een eigen grondwet. Mexico-Stad heeft sinds een bestuurlijke hervorming in 2016 bijna precies dezelfde status als die van de deelstaten. Het wordt geleid door een regeringsleider (jefe de gobierno) en heeft haar eigen wetgevende assemblee (asamblea legislativa). Vóór 2016 was Mexico-Stad een Federaal District dat minder bevoegdheden had dan de deelstaten, en tot 1997 werd de regeringsleider van Mexico-Stad bijvoorbeeld niet door de bevolking gekozen.
Mexico is verder onderverdeeld in 2438 gemeentes (municipios), elk bestuurd door een voor drie jaar gekozen burgemeester (presidente municipal), die bijgestaan wordt door gemeenteraadsleden zonder portefeuille (regidores).

De 31 staten van Mexico

| Staat               | Hoofdstad        | Gouverneur                        | Partij | Partij | Van               | Tot               |
| ------------------- | ---------------- | --------------------------------- | ------ | ------ | ----------------- | ----------------- |
| Aguascalientes      | Aguascalientes   | María Teresa Jiménez Esquivel     |        | PAN    | 1 december 2022   | 30 september 2028 |
| Baja California     | Mexicali         | Marina del Pilar Ávila Olmeda     |        | Morena | 1 november 2021   | 31 oktober 2027   |
| Baja California Sur | La Paz           | Víctor Manuel Castro Cosío        |        | Morena | 10 september 2021 | 9 september 2027  |
| Campeche            | Campeche         | Layda Sansores San Román          |        | Morena | 15 september 2021 | 14 september 2027 |
| Chiapas             | Tuxtla Gutiérrez | Eduardo Ramírez Aguilar           |        | Morena | 8 december 2024   | 7 december 2030   |
| Chihuahua           | Chihuahua        | María Eugenia Campos Galván       |        | PAN    | 8 september 2021  | 7 september 2027  |
| Coahuila            | Saltillo         | Manolo Jiménez Salinas            |        | PRI    | 1 december 2023   | 30 november 2029  |
| Colima              | Colima           | Indira Vizcaíno Silva             |        | Morena | 1 november 2021   | 31 oktober 2027   |
| Durango             | Durango          | Esteban Villegas Villarreal       |        | PRI    | 15 september 2022 | 14 september 2028 |
| Guanajuato          | Guanajuato       | Libia García Muñoz Ledo           |        | PAN    | 26 september 2024 | 25 september 2030 |
| Guerrero            | Chilpancingo     | Evelyn Salgado Pineda             |        | Morena | 15 oktober 2021   | 14 oktober 2027   |
| Hidalgo             | Pachuca          | Julio Ramón Menchaca Salazar      |        | Morena | 5 september 2022  | 4 september 2026  |
| Jalisco             | Guadalajara      | Pablo Lemus Navarro               |        | MC     | 6 december 2024   | 5 december 2030   |
| Mexico              | Toluca           | Delfina Gómez Álvarez             |        | Morena | 16 september 2023 | 15 september 2029 |
| Mexico-Stad         | Mexico-Stad      | Clara Brugada                     |        | Morena | 5 oktober 2024    | 4 oktober 2030    |
| Michoacán           | Morelia          | Alfredo Ramirez Bedolla           |        | Morena | 1 oktober 2021    | 30 september 2027 |
| Morelos             | Cuernavaca       | Margarita González Saravia        |        | Morena | 1 oktober 2024    | 30 september 2030 |
| Nayarit             | Tepic            | Miguel Angel Navarro Quintero     |        | Morena | 19 september 2021 | 18 september 2027 |
| Nuevo León          | Monterrey        | Samuel Alejandro García Sepúlveda |        | MC     | 4 oktober 2021    | 3 oktober 2027    |
| Oaxaca              | Oaxaca           | Salomón Jara Cruz                 |        | Morena | 1 december 2022   | 30 november 2028  |
| Puebla              | Puebla           | Alejandro Armenta Mier            |        | Morena | 14 december 2024  | 13 december 2030  |
| Querétaro           | Querétaro        | Mauricio Kuri González            |        | PAN    | 1 oktober 2021    | 30 september 2027 |
| Quintana Roo        | Chetumal         | María Elena Lezama Espinoza       |        | Morena | 25 september 2022 | 24 september 2028 |
| San Luis Potosí     | San Luis Potosí  | José Ricardo Gallardo Cardona     |        | PVEM   | 26 september 2021 | 25 september 2027 |
| Sinaloa             | Culiacán         | Rubén Rocha Moya                  |        | Morena | 1 november 2021   | 31 oktober 2027   |
| Sonora              | Hermosillo       | Alfonso Durazo Montaño            |        | Morena | 13 september 2021 | 12 september 2027 |
| Tabasco             | Villahermosa     | Javier May Rodriguez              |        | Morena | 1 oktober 2024    | 30 september 2030 |
| Tamaulipas          | Ciudad Victoria  | Américo Villarreal Anaya          |        | Morena | 1 oktober 2022    | 30 september 2028 |
| Tlaxcala            | Tlaxcala         | Lorena Cuéllar Cisneros           |        | Morena | 31 augustus 2021  | 30 augustus 2027  |
| Veracruz            | Xalapa           | Rocío Nahle García                |        | Morena | 1 december 2024   | 30 november 2030  |
| Yucatán             | Mérida           | Joaquín Díaz Mena                 |        | Morena | 1 oktober 2024    | 30 september 2030 |
| Zacatecas           | Zacatecas        | David Monreal Ávila               |        | Morena | 12 september 2021 | 11 september 2027 |

### Politieke partijen

Verdeling van gouverneurs over politieke partijen in de Staten van Mexico.
Kastanjebruin: Morena, Blauw: PAN, Geel: PRD, Donkergroen: PRI, Oranje: MC, Paars: PES, Lichtgroen: PVEM

In het 66e Congres (2024-2027), na de verkiezingen van 2024, zijn zes politieke partijen vertegenwoordigd. Drie partijen steunen president Claudia Sheinbaum en drie partijen voeren oppositie.
Regeringsgezinde partijen:
- Beweging van Nationale Regeneratie (MORENA). Links. Vooral georganiseerd rond de persoon van Andrés Manuel López Obrador, president tussen 2018 en 2024.
- Groene Ecologische Partij van Mexico (Partido Verde Ecologista de México, PVEM).
- Partij van de Arbeid (PT).

Oppositiepartijen
- Nationale Actiepartij (Partido Acción Nacional, PAN). Een conservatieve partij die op economisch terrein voorstander is van een vrijemarkteconomie. Regeerde tussen 2000 en 2012 met respectievelijk presidenten Vicente Fox en Felipe Calderón.
- Institutioneel Revolutionaire Partij (Partido Revolucionario Institucional, PRI). Gevormd in 1929, vanaf dat moment (onder verschillende namen) tot 2000 aan de macht. Oorspronkelijk links georiënteerd, profileert zich als partij in het politieke centrum. De partij van voormalig president Enrique Peña Nieto (2012-2018).
- Partij van de Burgerbeweging (PMC), sociaaldemocratisch.

### Internationale betrekkingen
Mexico's buitenlandse beleid is traditioneel bepaald geweest door de principes van non-interventie en zelfbeschikkingsrecht, in 1930 geformuleerd als de Estradadoctrine. De Mexicaanse regering achtte het moreel onrechtvaardig op te treden, zowel militair als door politieke of economische drukmiddelen tegen vreemde mogendheden, daar dit de soevereiniteit van deze landen zou schaden. De laatste jaren is hier verandering in gekomen, en poogt Mexico een actievere rol te spelen in de wereldpolitiek. Wel weigert Mexico bijvoorbeeld nog steeds deelname aan militaire missies van de Verenigde Naties (VN).
Mexico is lid van onder andere de Verenigde Naties, de Organisatie van Amerikaanse Staten (OAS), de Noord-Amerikaanse Vrijhandelsovereenkomst (NAFTA), de Organisatie voor Economische Samenwerking en Ontwikkeling (OAS), de Veiligheids- en Welvaartsalliantie van Noord-Amerika en de G8+5 en is waarnemend lid van de Caricom, de Raad van Europa, de Organisatie van Niet-gebonden Landen en de Unie van Zuid-Amerikaanse Naties (UZAN/Unasur).

### Relatie met Verenigde Staten

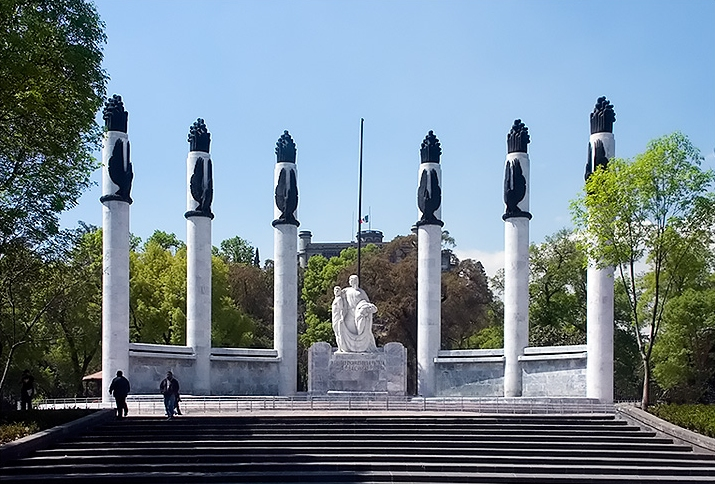
Het monument voor de Niños Héroes

Lange tijd leefden de Amerikanen en Mexicanen op gespannen voet met elkaar. In de 19e eeuw is Mexico een groot deel van zijn grondgebied kwijtgeraakt aan de Verenigde Staten, iets wat in Mexico beter herinnerd wordt dan in de VS. Na de Mexicaanse Revolutie ontstond er in de VS een wantrouwen tegenover Mexico, omdat men bang was dat het socialisme zich vanuit Mexico over Latijns-Amerika zou verspreiden. Door de kalmering van de Revolutie werd de relatie tussen beide landen echter beter. In de Tweede Wereldoorlog vocht Mexico aan de zijde van de Geallieerden mee in de Grote Oceaan. Tekenend voor het herstel van de goede relaties was het bezoek van toenmalig Amerikaans president Harry Truman in 1952 aan het monument voor de Niños Héroes, jonge soldaten die tijdens de Mexicaans-Amerikaanse oorlog waren omgekomen.
Het belangrijkste twistpunt tussen de twee landen is de immigratie. Veel arme Mexicanen beproeven hun geluk in de Verenigde Staten, terwijl de Verenigde Staten de instroom zo veel mogelijk wil beperken. In de jaren 90 is er in de stedelijke gebieden aan de grens tussen Mexico en de Verenigde Staten een barrière gebouwd, die in 2006 verder is uitgebreid. Er worden enkele honderdduizenden Mexicanen per jaar gearresteerd door de Amerikaanse grenspolitie en ook wordt er melding gemaakt van illegale migranten die de oversteek door de woestijn niet overleven. Naar aanleiding van de strijd tegen terrorisme is de Amerikaanse grenscontrole strenger geworden. Er worden vaak vingerafdrukken afgenomen, wat veel kwaad bloed zet in Mexico. Verder zijn veel Mexicaanse immigranten in de VS het slachtoffer van discriminatie of racisme; andersom ervaren veel Amerikanen dan weer een sterk antiamerikanisme in Mexico.

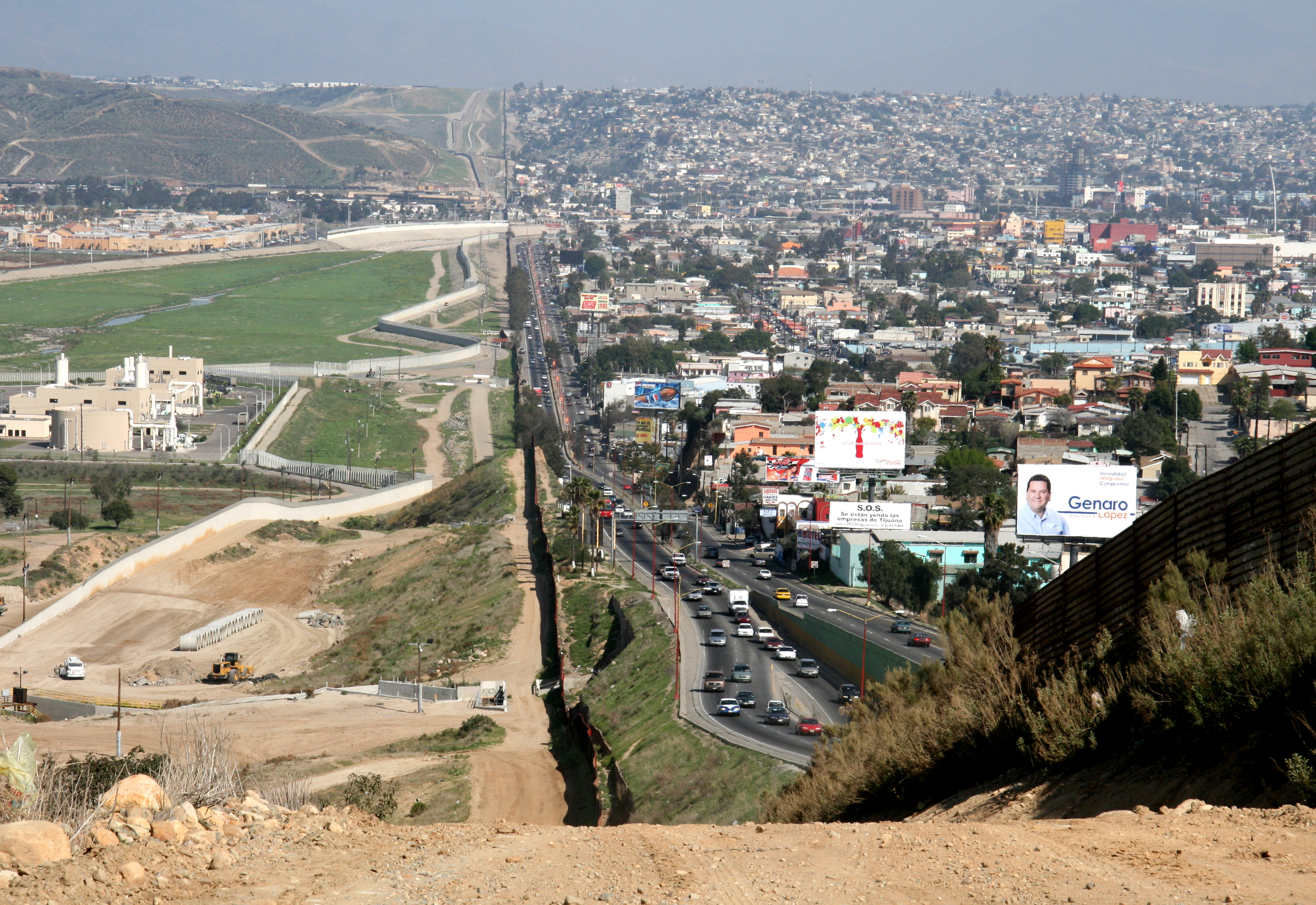
De grens tussen Mexico en de Verenigde Staten. Let op de muur tussen de dunbevolkte Amerikaanse kant van de dichtbevolkte Mexicaanse industriële stad van Tijuana.

Een ander heikel punt is de uitlevering van gevangenen. Mexico weigert wegens het handhaven van de doodstraf in de Verenigde Staten vaak criminelen uit te leveren aan dat land, wat vooral in het verleden vaak voor wrijving heeft gezorgd en ertoe leidde dat Mexico een toevluchtsoord werd voor Amerikaanse criminelen. De laatste jaren is de samenwerking op het gebied van de criminaliteitsbestrijding echter aanzienlijk verbeterd.
Aan de andere kant beschuldigt de Amerikaanse regering Mexico ervan niet genoeg te doen tegen drugssmokkel en illegale immigratie, waar de zuidwestelijke Amerikaanse staten veel overlast van ondervinden. Verder heeft de Amerikaanse regering in het verleden regelmatig kritiek geuit op de mensenrechtenomstandigheden en het gebrek aan democratie in Mexico.
Overigens is de relatie tussen de Mexicaanse en Amerikaanse regeringen op wat incidenten na over het algemeen goed te noemen. Beide landen werken op tal van punten samen en maken samen met Canada deel uit van de Noord-Amerikaanse Vrijhandelsorganisatie. Dit handelsakkoord is in 2020 herzien en hernoemd tot  het Verenigde Staten-Mexico-Canada akkoord.

### Relaties met de Europese Unie
De basis is gelegd in de Algemene Overeenkomst tussen de EU en Mexico. In dat kader werd in april 2018 een nieuw handelsakkoord gesloten. Bijna alle handel in goederen tussen de EU en Mexico worden daarmee nu rechtenvrij, ook in de landbouwsector.

### Mensenrechten
Sinds de jaren 90 is in Mexico op mensenrechtengebied enige vooruitgang geboekt. Hoewel de mensenrechtensituatie er in het verleden niet bijzonder goed was, was het naar Latijns-Amerikaanse maatstaven toch nog redelijk te noemen. De laatste jaren lijkt echter een achteruitgang te zijn opgetreden, met name door de intensivering van de strijd tegen de drugskartels. Buitensporig gebruik van geweld van politie en leger en oneerlijke afhandeling van rechtszaken behoren tot de grootste problemen. De autoriteiten werken zeker op lokaal niveau vaak samen met criminele groeperingen. Andere punten van zorg zijn geweld tegen vrouwen, straffeloosheid, schending van de vrijheid van meningsuiting, geweld tegen journalisten, arbitraire gevangenname, marteling en de minderwaardige positie van de indianen. In een baanbrekend arrest vonniste het Hooggerechtshof op 7 september 2021 dat abortus niet langer strafbaar is.

### Binnenlandse conflicten
Sinds president Calderón in december 2006 de oorlog verklaarde aan de drugskartels is de strijd van deze kartels onderling en tegen de overheid geëscaleerd. Sinds het aantreden van Calderón heeft de drugsoorlog meer dan 40.000 levens geëist. Waarnemers vrezen voor de effecten van de drugsoorlog op de politieke stabiliteit van het land; het beeld van een 'tweede Colombia' ligt op de loer. Aangezien de meeste kartels over elitetroepen beschikken die gedeserteerd zijn uit politie of leger hoeven de kartels qua slagkracht vaak niet onder te doen voor de overheidstroepen. Als factoren die bijdragen tot de hevigheid van het geweld worden onder andere genoemd het wegvallen van de eenpartijstaat waardoor criminelen het machtsvacuüm opvullen, de grote verschillen tussen arm en rijk in het land en de nabijheid van de Verenigde Staten zowel als afzetmarkt voor drugs als als leverancier van vuurwapens.
Verder zijn er in verscheidene Mexicaanse staten conflicten met een lage intensiteit. Het bekendst is de opstand van het Zapatistisch Nationaal Bevrijdingsleger (EZLN) in Chiapas. Deze opstand krijgt internationaal veel aandacht, maar sinds het uitbreken ervan in 1994 heeft er maar weinig geweld plaatsgevonden. Wel zijn er berichten over mensenrechtenschendingen begaan door overheidstroepen. Uit Guerrero is het minder bekende Revolutionaire Volksleger (EPR) afkomstig. Verder bestaan in Mexico nog zeker een dozijn gewapende bewegingen. De meeste daarvan zijn echter alleen op papier actief. Hun activiteiten bestaan uit weinig meer dan het publiceren van pamfletten en het sturen van bedreigingen.

## Economie
De jaren 80 was een moeilijke periode voor het land. In 1981 piekte het bruto binnenlands product (bbp) en vervolgens stortte het land in een economische crisis met een hoge inflatie. Pas in 1990 werd hetzelfde bbp-niveau bereikt als in 1981. Tot dan toe werd de Mexicaanse economie voor een groot deel door de overheid geleid. Sinds president Miguel de la Madrid wordt Mexico echter in toenemende mate een neoliberale vrijemarkteconomie, en is het beleid van importsubstitutie-industrialisatie vervangen door een op de export gericht economisch beleid. Het aantal bedrijven in handen van de overheid is de afgelopen 20 jaar met 80% gedaald. Onder andere de spoorwegen, telecommunicatie en elektriciteit zijn geprivatiseerd. In 1994 is Mexico toegetreden tot de NAFTA. Sindsdien is de export met 170% toegenomen. De werkloosheid was in 2015 zo'n 4,3%. Veel Mexicanen emigreren naar de Verenigde Staten, of werken bij Amerikaanse bedrijven in het noorden van het land. Mexico had in 2015 een economische groei van 2,7%. Het heeft structureel een bescheiden tekort op de lopende rekening. Rond 2015 begon deze weer op te lopen door de scherpe daling van de olieprijs en de al langer teruglopende olieproductie. Voor de overheid zijn de olie-inkomsten ook gedaald, met een groter begrotingstekort en hogere staatsschuld tot gevolg.
| Jaar | BBP (in miljarden US$) | BBP per hoofd (in US$) | BBP per hoofd (in US$, PPP) | Reële groei (% mut JoJ) | Inflatie (% mut JoJ) | Saldo overheids- begroting (in % BBP) | Netto staatsschuld (in % BBP) | Saldo lopende rekeningen (in % BBP) |
| ---- | ---------------------- | ---------------------- | --------------------------- | ----------------------- | -------------------- | ------------------------------------- | ----------------------------- | ----------------------------------- |
| 1980 | 242                    | 3584                   | 6409                        | 9,5%                    | 26,5%                | ?                                     | ?                             | −5,1%                               |
| 1990 | 308                    | 3655                   | 9243                        | 5,3%                    | 26,7%                | −3,1%                                 | ?                             | −3,4%                               |
| 2000 | 742                    | 7512                   | 13711                       | 5,0%                    | 9,5%                 | −2,7%                                 | 32,5%                         | −2,5%                               |
| 2005 | 918                    | 8683                   | 15277                       | 2,1%                    | 4,0%                 | −1,4%                                 | 29,7%                         | −0,6%                               |
| 2010 | 1105                   | 9718                   | 16567                       | 5,0%                    | 4,2%                 | −3,8%                                 | 34,5%                         | −0,4%                               |
| 2015 | 1213                   | 9998                   | 19032                       | 2,7%                    | 2,7%                 | −3,9%                                 | 44,9%                         | −2,7%                               |
| 2020 | 1121                   | 8770                   | 19501                       | −8,7%                   | 3,4%                 | −4,3%                                 | 50,2%                         | 2,0%                                |

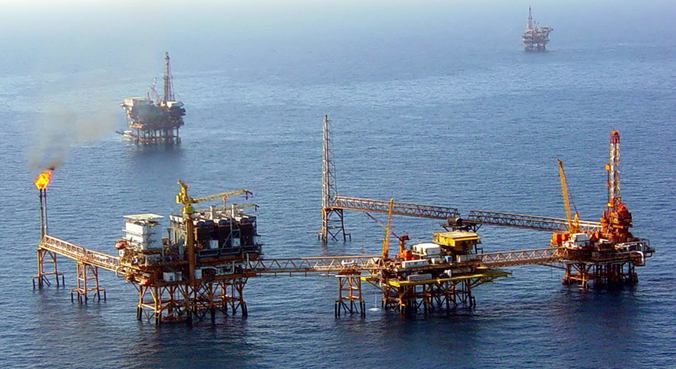
Oliewinning in de Golf van Mexico

Met een bbp van US$ 9700 per hoofd van de bevolking in 2015 hoort Mexico tot de landen met een hoog inkomen; gecorrigeerd naar koopkracht is dit zelfs US$ 18.765. De welvaart is erg ongelijk verdeeld; de hoogste 20% is goed voor 55% van de inkomens. 17% van de bevolking leeft onder de armoedegrens. Bovendien zijn er per regio grote verschillen in het welvaartspeil. Delen van Nuevo León en het Federaal District zijn bijna even welvarend als Europa, terwijl Chiapas en Oaxaca qua armoede niet onderdoen voor de landen van Centraal-Amerika. 18% van de Mexicanen werkt in de landbouw, wat goed is voor 4% van het bbp. De grootste sector, zowel qua werkgelegenheid als qua aandeel aan het bbp is de dienstverlening.
De munteenheid van Mexico is de Mexicaanse peso (MXN), die in zijn huidige vorm bestaat sinds de waardeloos geworden oude peso in 1993 werd vervangen. Mexico is een van 's werelds grootste exporteurs van aardolie en ook is er enige aardgaswinning. De winning van deze fossiele brandstoffen is door de grondwet vastgelegd als overheidsmonopolie en worden geëxploiteerd door het staatsbedrijf PEMEX. Mexico is 's werelds grootste producent van zilver. Het belangrijkste agrarische exportproduct is maïs (4e exporteur ter wereld). Gefabriceerde goederen zijn Mexico's grootste bron van inkomsten: consumptiegoederen als elektronica, auto's, metalen en vliegtuigen. Sinds 2008 is Mexico de grootste fabrikant van televisies en mobiele telefoons en de Mexicaanse regering probeert de economie te bevorderen op basis van geavanceerde industrie en technologie. Andere belangrijke economische activiteiten zijn het bankwezen, voedingsmiddelen, toerisme, bossen en mineralen. Mexico's belangrijkste handelspartners zijn de Verenigde Staten, Canada, Japan, Duitsland en China. Het toerisme in Mexico vindt zijn succes vooral in de hoofdstad en de koloniale steden dichtbij de hoofdstad en de zandstranden aan de Caraïbische kust of badplaatsen aan de Grote Oceaan of bezoeken aan de Maya sites op het schiereiland Yucatan.
Mexico heeft 32 vrijhandelsverdragen met meer dan 40 landen, die meer dan 90% van de Mexicaanse internationale handel dekken. In 2011 was Mexico een van de oprichters van de Pacific Alliantie, met de andere drie leden Chili, Colombia en Peru vormt het land een handelsblok.

## Cultuur
De Mexicaanse cultuur is een mengeling van inheemse indiaanse culturen met de Spaanse cultuur.
Familiebanden zijn in Mexico doorgaans sterker dan in Europa. Vaak kan dit uitlopen op seksisme of geweld tegen vrouwen, maar de laatste decennia neemt dat een beetje af. Op het platteland hebben oude tradities ten goede of ten kwade beter stand weten te houden. De verhouding tussen Mexicanen en de overheid is vaak moeizaam. Er wordt wel gezegd dat Mexicanen twee manieren van omgaan met gezag hebben: ze gebruiken het gezag of ze worden door het gezag gebruikt. Corruptie is dan ook nog veel voorkomend, maar wel afnemend. Onderwijs wordt van groot belang geacht, vooral met de indianen. Omdat Mexico en de Verenigde Staten samen een lange geschiedenis hebben zijn er vele culturele overeenkomsten te vinden, dit als gevolg van het sluiten van economische en sociale banden tussen deze twee landen. Veel Mexicanen leren dan ook Engels. De meeste Mexicanen wonen in steden en maken deel uit van de middenklasse. De Mexicaanse cultuur is vergelijkbaar met de Spaanse, maar is wel beïnvloed door de indiaanse cultuur. Zo zijn de familiebanden over het algemeen sterker, en ligt er meer nadruk op onderwijs.

### Muziek
Het bekendste muziekgenre is de ranchera, gespeeld door mariachi's. Deze stijl wordt gezien als ouderwets, maar wordt echter op prijs gesteld en is even populair als moderne muziek. Rancherastijlen, waaronder norteño, banda en corrido, zijn niet alleen populair in Mexico zelf, maar ook in Mexicaans-Amerikaanse gemeenschappen. Van de son, die uit Cuba is overgekomen, hebben zich in Mexico verschillende regionale stijlen ontwikkeld, waaronder de son jalisciense en de son jarocho. Banda ontstond in de staat Sinaloa in de jaren 60. Andere nieuwe muziekstijlen als cumbia, pop en rock genieten een toenemende populariteit. In de afgelopen jaren zijn rock, metal, rap en hardcorebands uitgegroeid tot de populairste muziekstijlen, maar de meeste Mexicanen luisteren nog steeds naar norteño, banda, corrido en indiase muziek.
In Mérida bevindt zich het Museum van het Yucateekse Lied dat ingaat op de geschiedenis en de belangrijkste vertolkers van dit muziekgenre.

### Kunst

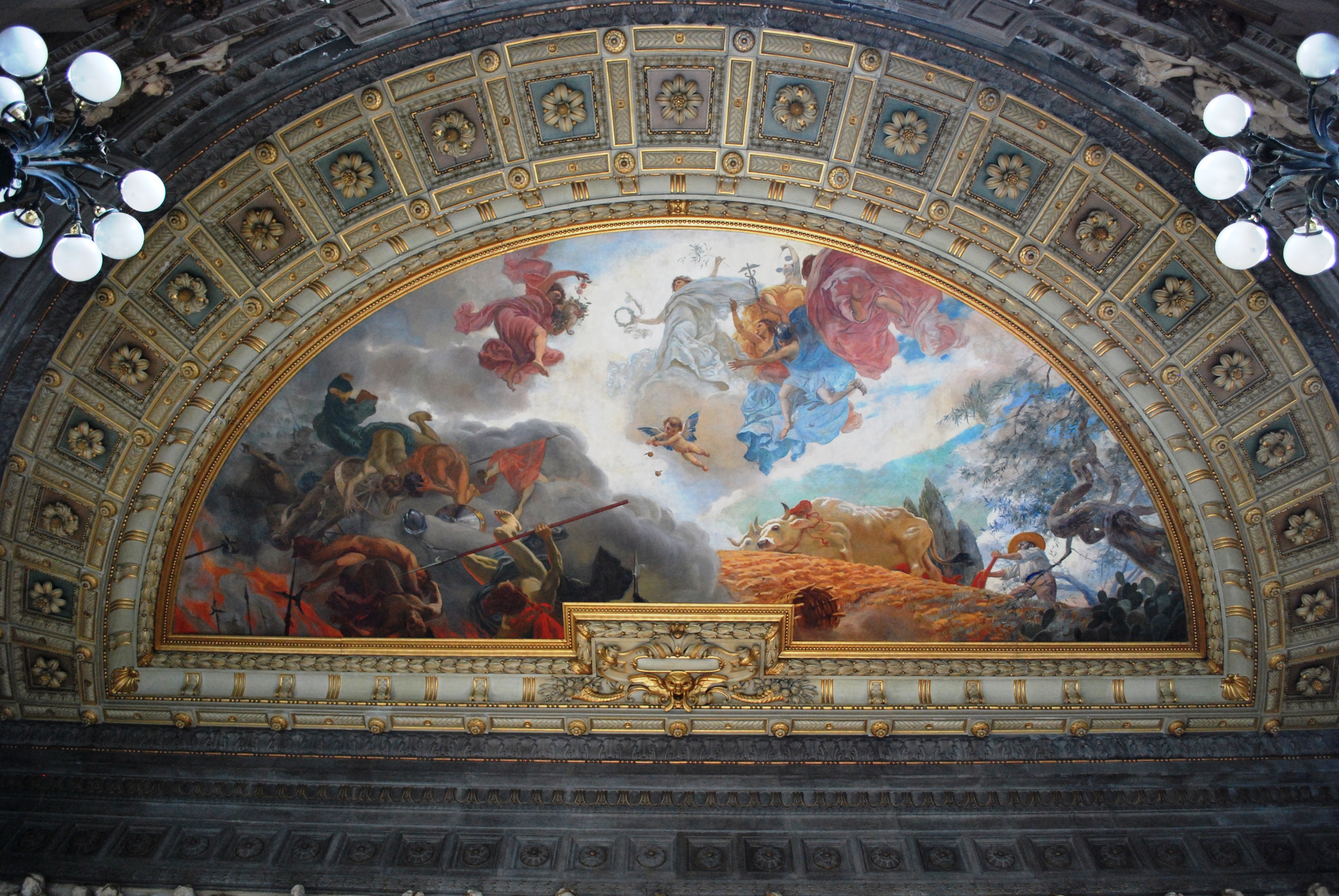
Schilderij op het plafond van het Mexicaanse Nationale Museum van Kunst

Het muralisme is een vorm van muurschilderkunst, ontstaan na de Mexicaanse Revolutie. Bekende muralisten zijn Diego Rivera, David Alfaro Sigueiros en José Clemente Orozco. De Muralisten waren vaak politiek geïnspireerd en probeerden de idealen van de Mexicaanse Revolutie over te brengen aan de bevolking. Een andere bekende schilder uit dezelfde periode is Frida Kahlo.
Mexico is verder bekend wegens zijn traditie van volkskunst (zoals Alebrijes), die is voortgekomen uit een combinatie tussen inheemse en Spaanse traditie. Bekend zijn onder andere het aardewerk uit Oaxaca, handwerkfiguren uit Tomala en sarapes uit Saltillo. Tussen de Spaanse verovering en het begin van de 20e eeuw was de Mexicaanse kunst veelal een nabootsing van de Europese tradities. Na de Mexicaanse Revolutie leidde een nieuwe generatie kunstenaars een nieuwe nationale kunstbeweging in, waarin politieke, historische en volksthema's in verwerkt werden.

### Keuken

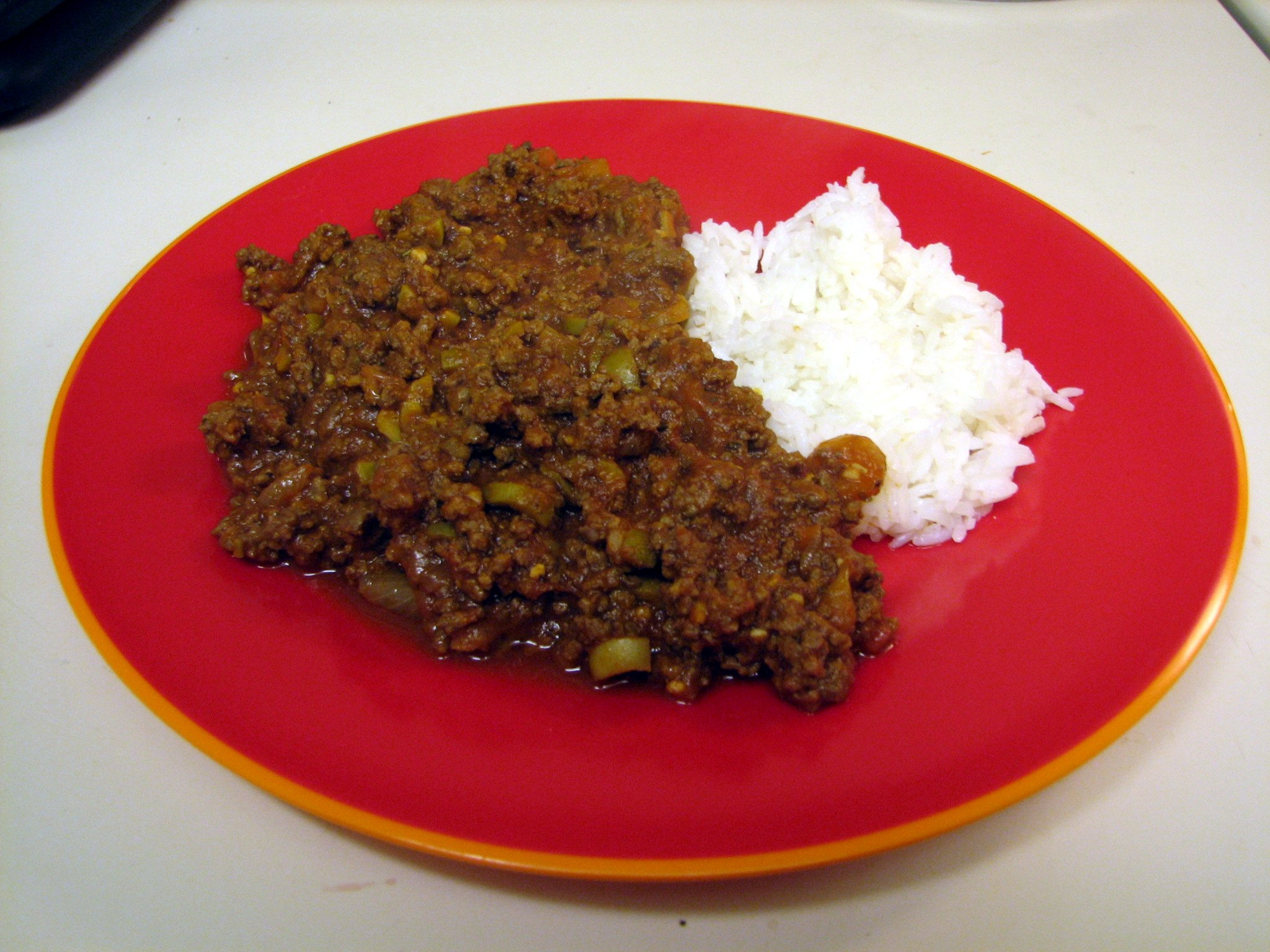
Picadillo en rijst

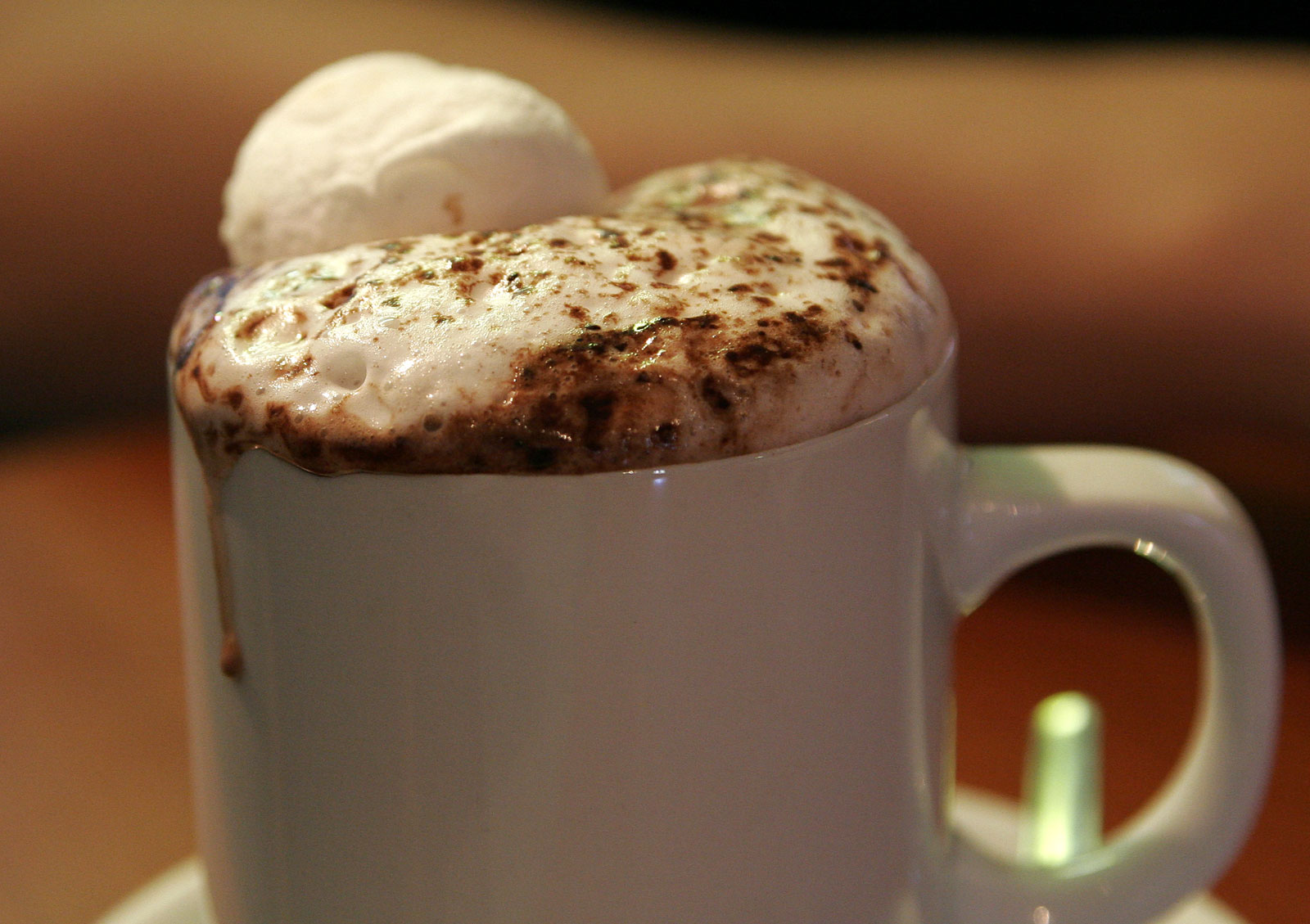
Indianen uit Mexico waren de eersten die chocolade gebruikten: zij dronken ervan

De Mexicaanse keuken wordt gekenmerkt door flink gekruide gerechten. Veel van deze gerechten werden al tijdens de precolumbiaanse periode gegeten. Onder andere tamale, tortilla, taco, guacamole en mole komen uit de Mexicaanse keuken (de bekendste soort is de mole poblano), maar ook chocola is oorspronkelijk uit Mexico afkomstig. Vaak is wat in het buitenland als Mexicaans geserveerd wordt in werkelijkheid tex-mex, uit het grensgebied met de Verenigde Staten. Maïs, tomaten, pompoenen, chilipepers en vanille zijn enkele gewassen die voor het eerst verbouwd werden in Mexico.
Als alcoholische dranken zijn vooral mescal, tequila, bier en het goedkopere aguardiente populair. In plaats van koffie drinkt men in Mexico ook wel chocolademelk. Ook frisdranken en aguas frescas zijn populair.

### Feestdagen van Mexico
- 1 januari - Nieuwjaar (*)
- 5 februari - Dag van de Grondwet (sinds 2006 nationaal gevierd op de eerste maandag van februari) (*)
- 18 maart - Expropiación Petrolera
- 21 maart - Geboorte van Benito Juárez (vanaf 2007 nationaal gevierd op de derde maandag van maart) (*)
- 30 april - Dia del niño
- 1 mei - Dag van de Arbeid (*)
- 5 mei - Cinco de mayo (= de vijfde mei), viering van de overwinning in de Slag bij Puebla
- 16 september - Onafhankelijkheidsdag (*)
- 12 oktober - Día de la Raza
- 1 november - Allerheiligen (zie ook Dag van de Doden)
- 20 november - Verjaardag van de Mexicaanse Revolutie (sinds 2006 gevierd op de derde maandag van november) (*)
- 12 december - Verschijning van de Maagd van Guadalupe
- 25 december - Kerstmis (*)
- 31 december - Nochevieja en oudjaarsdag

(*) wettelijke nationale feestdagen

## Samenleving

### Media

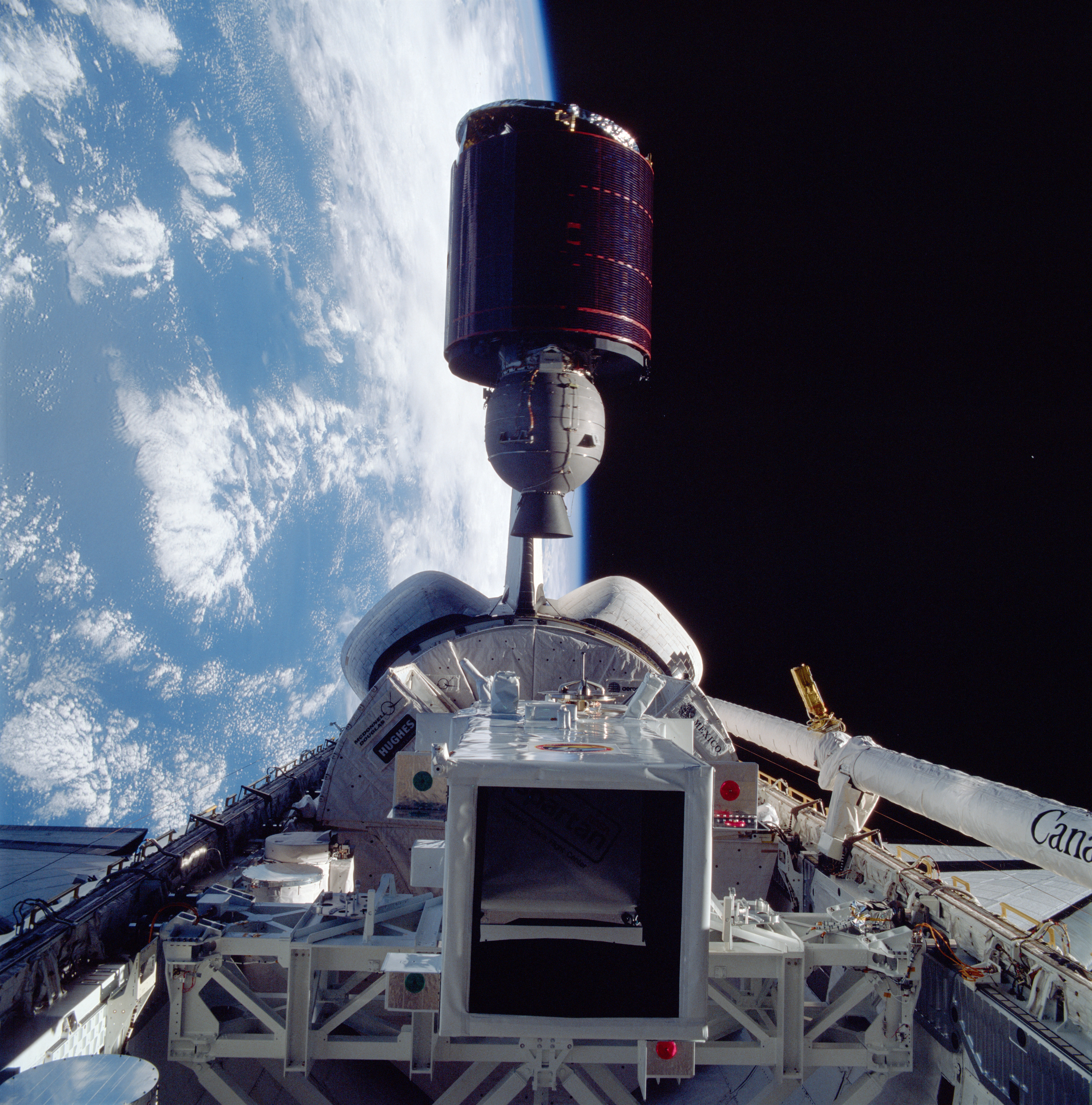
De lancering van een Satmex-satelliet

In het verleden stonden de Mexicaanse media bekend om hun nonkritische houding ten opzichte van de regering, iets wat sinds de jaren 90 is veranderd. Televisa is het grootste en machtigste Mexicaanse televisienetwerk, met TV Azteca als belangrijkste concurrent. Hiernaast zijn er ook nog twee publieke televisiekanalen. Zeer populair in Mexico zijn de telenovela's, de Latijns-Amerikaanse variant van de soap. Naast Mexicaanse programma's worden ook veel Amerikaanse programma's op de Mexicaanse tv uitgezonden. De nasynchronisering in het Spaans wordt vaak door Mexicaanse stemacteurs voor geheel Latijns-Amerika gedaan, daar het Mexicaanse Spaans bekendstaat als de duidelijkst verstaanbare variant van Latijns-Amerika. Er bestaat in Mexico een grote verscheidenheid aan radiostations, waarvan de meeste regionaal zijn.
Qua lectuur zijn in Mexico vooral genres populair die in Europa als pulp worden geclassificeerd, hoewel het land ook een lange literaire traditie heeft. Mexico's belangrijkste dagbladen zijn La Jornada, Reforma en El Universal. Voor internet en televisie is het land veel afhankelijk van satellieten. Het staatsbedrijf Satmex is verantwoordelijk voor de bouw en de exploitatie ervan. Cijfers uit het begin van 2010 geven aan dat 77% van de Mexicanen toegang heeft tot het internet.

### Sport
De populairste sport is het voetbal. In de hoogste afdeling worden jaarlijks twee seizoenen gespeeld. De twee kampioenen komen vervolgens tegen elkaar uit in een grote finale. Honkbal is de tweede populairste sport, gevolgd door boksen, worstelen, wielrennen, tennis, Amerikaans voetbal en taekwondo. De nationale sport van Mexico is charrería, dat als een vorm van rodeo kan worden gezien.

### Onderwijs
De geletterdheid is 97%. Sinds de jaren 90 zijn er bovendien programma's opgezet waarbij indiaanse kinderen tweetalig onderwijs kunnen krijgen. Onderwijs was tot voor kort gratis, en nog steeds is het niet erg duur vergeleken met West-Europese landen. Mexico heeft een groot aantal universiteiten: elke staat heeft er minstens een. Met afstand de grootste universiteit van het land is de Nationale Autonome Universiteit van Mexico (UNAM) in Mexico-Stad. Het opleidingsniveau is gevorderd voor een ontwikkelingsland en gemiddeld vergelijkbaar met de meeste ontwikkelde landen. Mexicaanse studenten blinken uit in wetenschap, technologie, kunst en het oplossen van problemen.

### Criminaliteit
Criminaliteit is een van de grootste problemen in Mexico. Mexico is een van de belangrijkste doorvoerlanden voor drugs. Corruptie en geweld zorgen daarbij voor veel overlast. Hoe groot dit probleem is wordt duidelijk wanneer blijkt dat bijvoorbeeld de helft van het BNP van de deelstaat Sinaloa vermoedelijk afkomstig is van drugshandel. Sinds president Calderón in 2006 de oorlog verklaarde aan de drugskartels wordt wel gesproken van de Mexicaanse drugsoorlog, die tegenwoordig meer dan zevenduizend levens per jaar eist en een bedreiging vormt voor de politieke stabiliteit van het land. Uit cijfers van het Mexicaanse bureau voor de statistiek blijkt in 2012 dat het aantal moorden in Mexico sinds 2005 bijna verdrievoudigd is. In 2005 waren er in het Latijns-Amerikaanse land 9921 moorden (negen per 100.000 inwoners), in 2011 werden 27.199 mensen vermoord (24 per 100.000 inwoners). Grote drugskartels als het Sinaloakartel, het Golfkartel, de Zetas, de Tempeliers en het Jaliscokartel-Nieuwe Generatie zijn onder druk van de overheid steeds verder gefragmenteerd in kleine, elkaar lokaal beconcurrerende groepen.
Criminaliteit is vooral een probleem in de grote steden en in het noorden en westen. Hoewel Mexico-Stad internationaal berucht staat vanwege de hoge criminaliteit, bestaat het grootste deel van de misdaden aldaar uit berovingen; het aantal moorden is voor een metropool als Mexico-Stad zelfs relatief laag. Extreem gewelddadige steden zijn onder andere Acapulco, Nuevo Laredo, Culiacán en Ciudad Juárez.

### Militaria
Het Mexicaanse leger telt 300.000 man, waarvan driekwart bij de landmacht. Het standaardwapen is de FX-05 Xiuhcoatl. De president is opperbevelhebber van het leger. De Mexicaanse luchtmacht is een van de oudste ter wereld. Mexico kent de dienstplicht. Volgens een loterijsysteem wordt bepaald wie er wel en niet daadwerkelijk wordt opgeroepen. Er zijn ook mogelijkheden voor een alternatieve dienstplicht. Vrouwen zijn toegestaan in het leger.

## Verkeer en vervoer

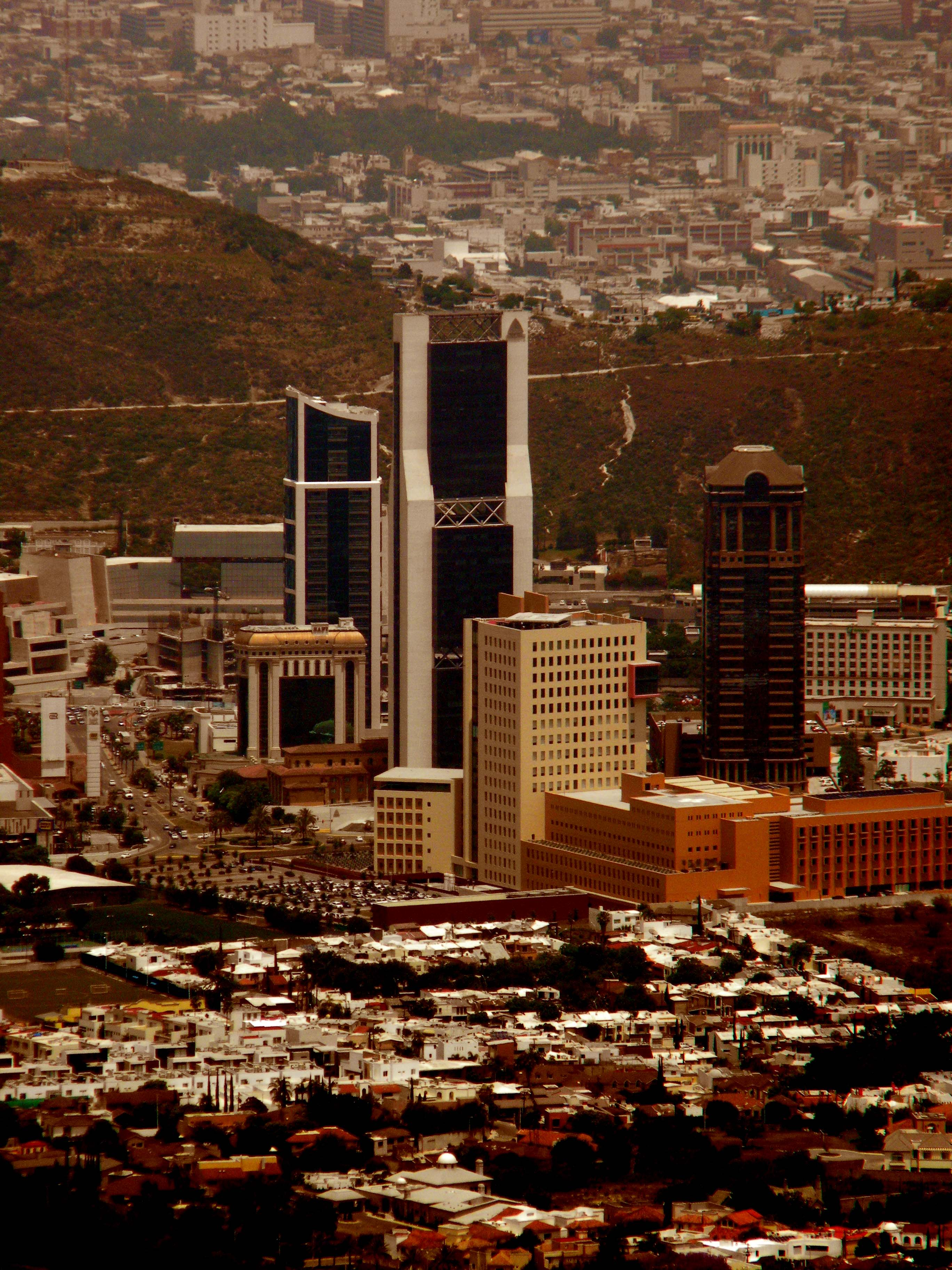
Monterrey

Mexico heeft een van de uitgebreidste wegennetwerken van Latijns-Amerika. Mexico kent 4000 kilometer snelweg, waarvan het meeste tolweg.
Mexico kent verder een redelijk uitgebreid spoorwegennetwerk, al vindt er sinds de privatisering van de spoorwegen nauwelijks nog personenvervoer plaats. Een lijn waar dat nog wel gebeurt is de beroemde Chihuahua al Pacífico, die door de Koperkloof voert.
Het meeste binnenlandse vervoer is per bus of vliegtuig. Enkele vliegvelden zijn Benito Juárez, Cancún, Don Miguel Hidalgo y Costilla, General Mariano Escobedo en Puebla.
Mexico heeft 108 havens waarvan Tampico en Veracruz Llave aan de Golf van Mexico en Acapulco de Juárez en Mazatlán aan de Grote Oceaan de grootste zijn.

## De naam "Mexico"
Het woord Mexico is uit het Nahuatl afkomstig. Het was oorspronkelijk de naam van de centrale deelstaat van het Azteekse Rijk. De betekenis is niet zeker. Een mogelijke afkomst is "plaats van Mextli", een mythische leider. Een andere mogelijkheid is een archaïsch woord voor zon, of de naam van een grassoort uit het Texcocomeer. Volgens de Mexicanist Miguel León-Portilla is het afkomstig van de woorden meztli (maan), xictli (navel, centrum) en -co (plaats) het zou dan dus "centrum van de maan" betekenen.
Door de Azteken werd Mexico als "Mesjiko" uitgesproken. In het Spaans van de 16e eeuw werd de sj als x geschreven, en aangezien het Nahuatl voor het eerst door Spanjaarden naar het Latijnse alfabet is omgezet werd de spelling dus México. Maar gedurende de eeuwen veranderde in het Spaans de uitspraak sj (geschreven als x) naar ch (geschreven als j). Zo veranderde in Spanje de spelling México in Méjico. In Mexico werd de oude spelling gehandhaafd en ook in Spanje wordt tegenwoordig México geschreven, al komt Méjico sporadisch nog wel voor. Die laatste spelling  wordt in Mexico soms als beledigend en imperialistisch ervaren.
Door niet-Spaanstaligen wordt veelal "Meksiko" gezegd. Dit is spellinguitspraak.
Dezelfde spellingsverandering is wel algemeen aanvaard in veel andere Mexicaanse topografische namen. Zo werd Jalisco oorspronkelijk als Xalisco geschreven en Guanajuato als Guanaxuato. Oaxaca heeft dan wel weer zijn oude spelling behouden, terwijl in het geval van Xalapa zowel de spellingen Xalapa als Jalapa gebruikelijk zijn.